# ازدواج با همجنس

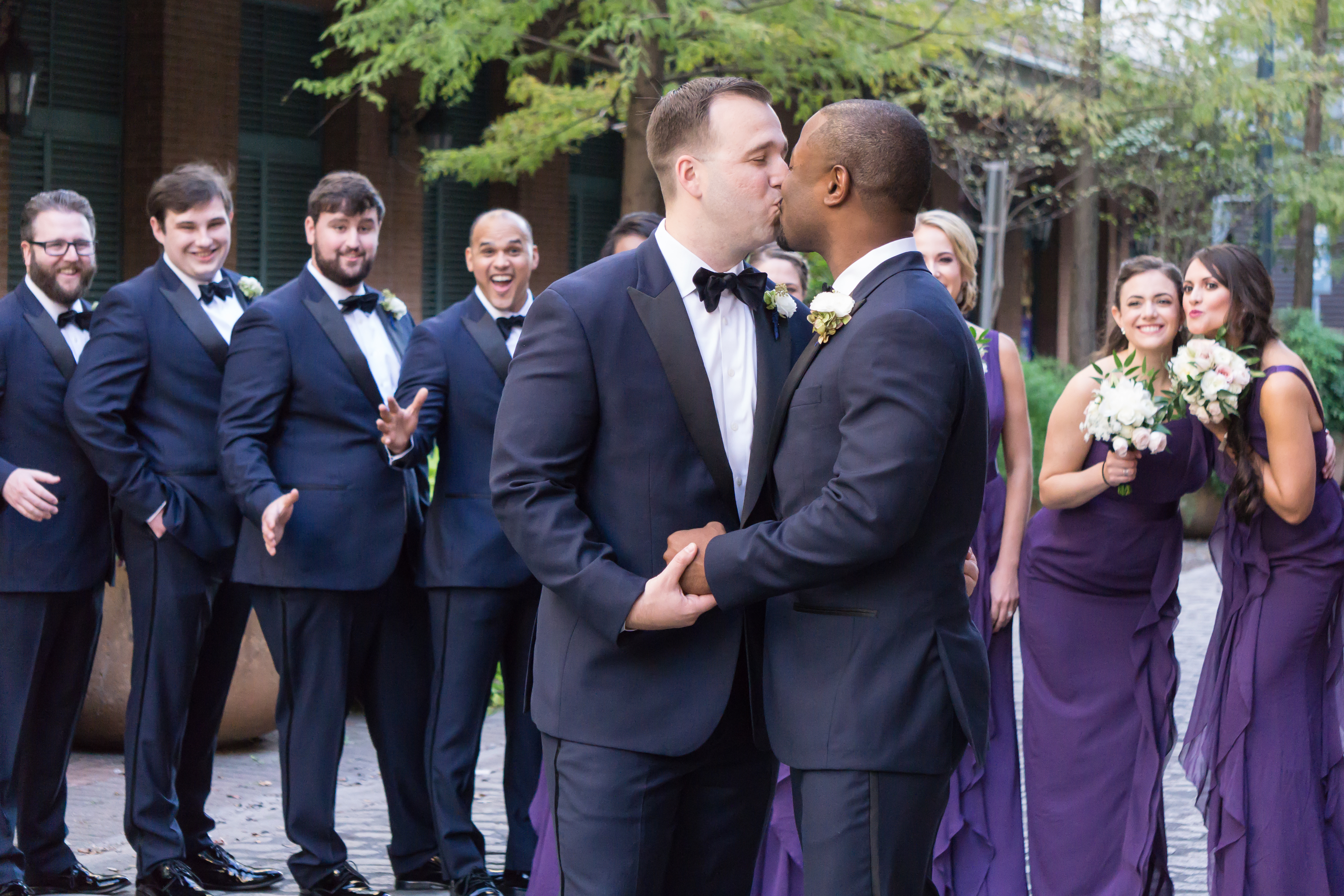
ازدواج دو مرد در نیواورلئان، ایالات متحده، سال ۲۰۱۷

ازدواج با همجنس به نوعی از ازدواج گفته می‌شود که بر اساس آن دو زوج همجنس به صورت قانونی وارد زندگی مشترک می‌شوند. این نوع از ازدواج بر اساس نوع حقوقی که برای این زوج‌ها فراهم می‌کند به چند نوع تقسیم می‌شود که در کامل‌ترین شکل خود، همهٔ حقوق شامل در ازدواج دگرجنس‌گرایان – از جمله حق سرپرستی فرزند – را به رسمیت می‌شناسد.
از دیدگاه تاریخی، پیوندهای همجنس‌گرایانه در تعداد زیادی از جوامع و مناطق جهان پذیرفته می‌شده‌اند و در بعضی از آن‌ها نیز زوج‌ها توانایی ازدواج و برخورداری از حقوق مشخص در قانون‌های موجود بوده‌اند. در روم باستان و فرهنگ‌های ساکن قاره آمریکا و آفریقا ازدواج میان همجنسان انجام می‌گرفته‌است و مدارک تاریخی دیگری از انجام چنین پیوندهایی در دیگر نقاط جهان، از جمله مصر باستان، در دست هستند. با گسترش آیین‌های ابراهیمی پذیرش همجنسگرایان رو به کاهش گذاشت و امکان برقراری ازدواج همجنسگرایان تا سده بیستم میلادی به فراموشی سپرده شد. در این سده اما گسترش آزادی‌های اجتماعی در غرب و درخواست گروه‌های مدافع حقوق دگرباشان برای گسترش حقوق تعریف‌شده برای دگرجنس‌گرایان به همجنس‌گرایان باعث شد تا کشورهای گوناگون اقدام به دادن حق ازدواج به این گروه کنند.
امروزه ازدواج همجنس‌گرایان در سی و شش کشور شامل استرالیا، ایرلند، هلند، بلژیک، اسپانیا، کانادا، آفریقای جنوبی، نروژ، آلمان، سوئد، پرتغال، ایسلند، آرژانتین، دانمارک، آندورا، شیلی، سوئیس، تایوان، یونان، استونی، اسلوونی، اروگوئه، نیوزیلند، برزیل، فرانسه، انگلستان، فنلاند، کلمبیا، کوبا، لوکزامبورگ، مکزیک، مالت، ایالات متحده آمریکا، کاستاریکا، اکوادور، و اتریش قانونی است و همجنس‌گرایان در این کشورها از تمامی مزایای ازدواج که برای دگرجنس‌گرایان فراهم است برخوردارند. برخی از این مزایا عبارتند از: حق سرپرستی فرزند، حق ارث، حق بیمه و تخفیف‌های مالیاتی.
برخی از کشورها مانند اسرائیل نیز ازدواج‌های زوج‌های همجنسگرایی که در کشورهای دیگر انجام شده باشند را به رسمیت می‌شناسند. در کشورهای متعدد دیگری نیز همجنس‌گرایان اجازه تشکیل زندگی مشترک به صورت قانونی را دارند اما به نسبت زوج‌های دگرجنس‌گرا از حقوق کمتری برخوردارند. اتحاد مدنی و همخانگی قانونی نوعی پیمان همسری هستند که حقوق کمتری برای زوج‌های همجنس‌گرا در نظر می‌گیرند.
مخالفان اعطای حق ازدواج به همجنس‌گرایان اغلب به‌خاطر مسائل دینی یا عدم تمایل به تغییر مفهوم کلاسیک ازدواج (میان یک زن و یک مرد) با ازدواج همجنس‌گرایان مخالفت می‌کنند؛ با این حال تعدادی از گروه‌های مذهبی نیز پشتیبانی خود را از این گونه ازدواج اعلام کرده‌اند. نظرسنجی‌ها در آمریکا – که امروزه نبردی میان موافقان و مخالفان ازدواج را در جریان دارد – نشان از افزایش تمایل مردم آن کشور به اعطای حق برابر به همجنس‌گرایان دارند. در دیگر نقاط جهان نیز جنبش‌هایی برای تغییر قانون و اعطای این حق به زوج‌های همجنس وجود دارند.

## تعریف

امکان ازدواج برای زوج‌های همجنس فراهم است. (حلقه = موارد تکی)^{۱}
ازدواج در صورت انجام در حوزه‌های قضایی بخصوصی به رسمیت شناخته می‌شود (حلقه = موارد تکی)
حکومت یا دادگاه اعلام کرده‌است که قصد قانونی‌سازی ازدواج همجنس‌گرایان را دارد (حلقه = موارد تکی)
ازدواج در صورت انجام در حوزه‌های قضایی بخصوصی به رسمیت شناخته می‌شود برای حقوق محدود
این کشور در دادگاه بین‌المللی است که به نفع ازدواج همجنسگرایان است
اتحاد مدنی
زندگی مشترک بدون ازدواج^{۱}
پیوندهای همجنسان به‌طور قانونی به رسمیت شناخته نمی‌شود
(رنگ‌های بالاتر فهرست بر پایینی‌ها ارجح‌اند)
^{۱}شامل قانون‌هایی که هنوز به اجرا در نیامده‌اند نیز می‌شود.

انسان‌شناسان درگیر تعریفی از ازدواج بوده‌اند که در فرهنگ‌های مختلف جهان بگنجد و مشترکات داشته باشد. خیلی از تعاریف ازدواج به خاطر اینکه شامل ازدواج همجنس‌گرایان نمی‌شده‌است مورد نقد قرار گرفته‌است. به‌طور مثال ازدواج همجنس‌گرایان در بیش از ۳۰ گروه نژادی در آفریقا وجود دارد؛ مانند کیکویو و نوئر.
کشورهای گوناگون تعاریف گاه متفاوتی نسبت به چیستی «ازدواج» دارند؛ اما به شکل سنتی، اغلب قانون‌های اساسی نوین در جهان ازدواج را بر مبنای پیوندی قانونی میان یک زن و یک مرد تعریف کرده‌اند که بر پایه آن، فرزندان آن دو قانونی می‌شوند. واژه‌نامهٔ حقوقی بلک در آمریکا در سال ۱۹۱۰، ازدواج را «جایگاه مدنی یک زن و یک مرد که تا ابد طبق قانون با هم یکپارچه شده‌اند، تا در خدمت یکدیگر باشند و نیز [در خدمت به] مجموعه وظایفی که از آنانی که اتحادشان بر پایه تفاوت جنسیت شکل گرفته‌است، انتظار می‌رود.»
از دیدگاه حقوقی، ازدواج هم نوعی قرارداد اخلاقی میان دو شخص است، و هم قراردادی میان آن دو شخص و حکومت. ازدواج نوعی نهاد قانونی یا «مدنی» در نظر گرفته می‌شود؛ از این رو، کسانی که عضو این نهاد هستند زیر پوشش دولت و مسئولیت‌هایش در قبال آن نهاد قرار می‌گیرند. این پوشش‌ها و مسئولیت‌ها بسته به قوانین کشورهای گوناگون فرق می‌کنند، ولی در حالت کلی شامل دسترسی به اطلاعات سلامت و تصمیم‌گیری دربارهٔ اعمال پزشکی طرفین و فرزندان، فرزندپروری، حقوق مهاجرت، ارث، مالیات، بیمه اجتماعی، و دیگر خدمات دولتی است.
ورود به نهاد اجتماعی ازدواج دسترسی‌هایی به زوجین می‌دهد که هیچ‌یک از دیگر نهادهای اجتماعی دیگر میان اشخاص نمی‌توانند آن‌ها را تأمین کنند. برای نمونه، در ایالات متحده تنها زوجین می‌توانند به شکل خودکار از هم ارث برند. افرادی که با هم ازدواج نکرده‌اند خویشاوند درجهٔ یک در نظر گرفته نمی‌شوند و نمی‌توانند به اطلاعات پزشکی هم دست یابند یا تصمیمی دربارهٔ وضعیت سلامتی طرف دیگر داشته باشند.
از آنجا که قانون‌های اساسی و واژه‌نامه‌های اکثر کشورها به شکل سنتی نهاد ازدواج را میان یک زن و یک مرد تعریف کرده‌اند، هواداران حقوق دگرباشان جنسی در سده بیستم میلادی تلاش کردند تا تعریف ازدواج و منحصر کردن آن به پیوند میان دو غیرهمجنس را دگرگون کنند. این تلاش‌ها باعث آن شدند تا همهٔ واژه‌نامه‌های بزرگ انگلیسی تعاریف خود از ازدواج را عوض کنند تا تعریفی بدون توجه به جنسیت یا تعریف دومی که شامل زوج‌های همجنس نیز باشد، در آن‌ها گنجانده شود. مریام وبستر، آمریکن هریتیج و فرهنگ انگلیسی آکسفورد از جمله واژه‌نامه‌هایی هستند که تعریف‌های خود را برای آنکه همجنس‌گرایان را نیز شامل شود، عوض کرده‌اند.
آلن دیشویتز و دیگران سعی کرده‌اند که واژه «ازدواج» را تنها برای متون مذهبی استفاده کنند تا این عبارت به عنوان یک نهاد شخصی به کار رود و در متون مدنی از اتحاد مدنی به عنوان مفهومی کلی‌تر از ازدواج استفاده کنند تا بدین‌وسیله جدایی دین از سیاست را تقویت بخشند. جنیفر مورس رئیس مؤسسهٔ روث، وابسته به گروه ضد ازدواج همجنس‌گرایان نهاد ملی ازدواج ادعا می‌کند که تلفیق کردن ازدواج با یک توافق دوطرفه تهدیدی برای ازدواج است.
بسیاری از طرفداران حقوق همجنس‌گرایان مانند آزادی برای ازدواج و کانادایی‌ها برای ازدواج برابر از واژه «برابری ازدواج» یا «ازدواج برابر» استفاده می‌کنند تا بیان دارند که در ازدواج آن‌ها به دنبال حقوق برابر هستند.
مخالفان ازدواج همجنس‌گرایان به مانند کلیسای عیسی مسیح قدیسان آخر زمان و اسقفان کلیسای کاتولیک آمریکا از اصطلاح «ازدواج سنتی» برای بیان ازدواج بین زن و مرد استفاده می‌کنند. فعال ضد ازدواج همجنس‌گرایان مگی گلاغر معتقد است که یکسان در نظر گرفتن ازدواج دگرجنس‌گرایانه و همجنس‌گرایانه معنی ازدواج و سنت‌های آن را تغییر می‌دهد.
راهنمای آسوشیتد پرس توصیه می‌کند که از ترکیب ازدواج برای همجنس‌گرایان مرد و زن (به انگلیسی: marriage for gays and lesbians) یا در صورتی که برای سرتیتر جا نباشد از لغت ازدواج همجنس‌گرایانه (به انگلیسی: gay marriage) استفاده شود. آسوشیتدپرس هشدار می‌دهد که استفاده از لغت ازدواج همجنس‌گرایانه (به انگلیسی: gay marriage) به نحوی قانونی بیان می‌کند که ازدواج همجنس‌گرایانه نسبت به ازدواج دگرجنس‌گرایان متفاوت است.

## تاریخچه

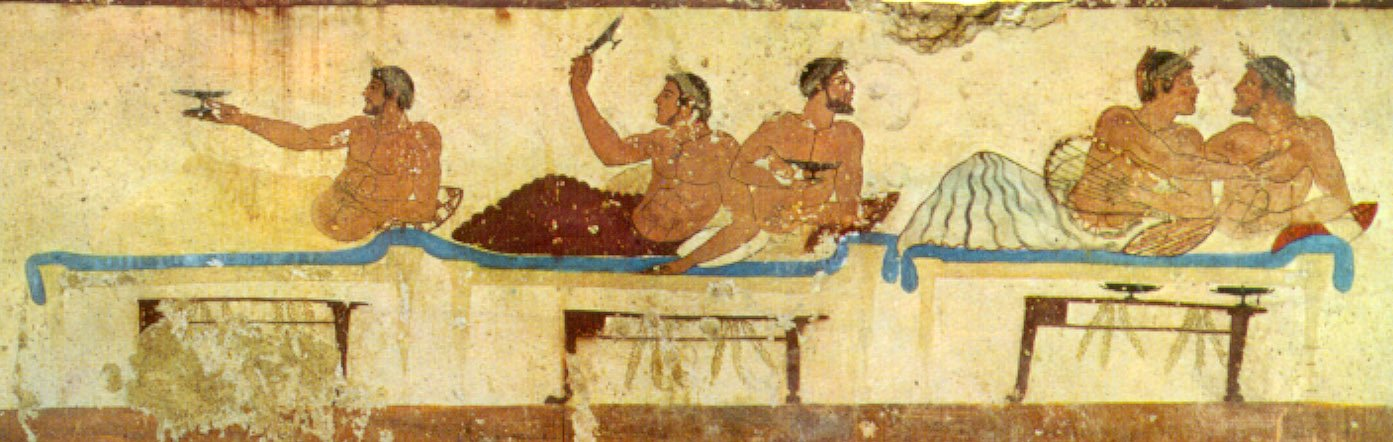
فرسکویی بر دیوار یک آرامگاه یونانی که روابط میان زوج‌های همجنس را به تصویر می‌کشد.

شواهد و مدارک بسیاری وجود دارند که نشان از انجام ازدواج میان همجنسان در زمان‌های گذشته دارند. این مدارک از گستره وسیعی از زمان‌ها و مکان‌های جغرافیایی گوناگون هستند و اگرچه قوانین ازدواج و باورهای دینی در بسیاری جوامع تعریف ازدواج را به دگرجنس‌گرایی محدود کرده‌اند اما مفهوم ازدواج میان همجنس‌ها و اجرای آن در طول تاریخ هیچ‌گاه به شکل کامل سرکوب نشد. نوشته‌های تاریخی نشان می‌دهند که زوج‌های همجنس در بسیاری مناطق در طول تاریخ اغلب از همان حقوق و حتی پذیرش اجتماعی دیگر زوج‌ها برخوردار بوده‌اند. اگرچه مفهوم «ازدواج» با معنای امروزین آن در گذشته فرق داشته، جاهایی که زوج‌های همجنس می‌توانستند از همان پذیرش بهره‌مند شوند شامل جوامع متعددی بوده‌است.
در جوامعی که همجنس‌گرایی تابو نبوده، زوج‌های همجنس‌گرا با آسودگی بیشتری زندگی مشترک خود را تشکیل می‌دادند. برای نمونه پذیرش روابط همجنس‌گرایانه و ارتباط میان زوج‌های همجنس در ژاپن، چین زیر فرمانروایی دودمان‌های یوآن و مینگ، بعضی قبیله‌های بومی آمریکا، جنوب شرقی آسیا، روسیه، و آمریکای جنوبی وجود داشت. این «پذیرش» به معنای آن نبوده‌است که مراسمی همانند آنچه که امروز «ازدواج» خوانده می‌شود و دارای پیامدهای حقوقی است اجرا می‌شده، و به سختی می‌توان روابط پیوندی میان همجنس‌گرایان در آن هنگام را برابر با ازدواج‌های نوین امروزین گذاشت.

### دوران کهن
به نظر می‌رسد که در مصر باستان روابط همجنس‌گرایانه پذیرفته می‌شدند و اندک شواهد باقی‌مانده در این رابطه نشان از آن دارند که در مواردی فرعون خود پیوند میان دو همجنس را به رسمیت شناخته‌است. در آرامگاه کمینه یک فرعون – آخناتون – نیز او به همراه همراهان مردش در وضعیتی شهوانی به تصویر کشیده شده‌اند. از جمله دیگر شواهد ازدواج میان زوج‌های همجنس در آن دوره نوشته‌های سفر لاویان است که در آن از یهودیان خواسته می‌شود «[چنان مکنید] آنچه در سرزمین مصر می‌کردند، و نیز در راه آنان پای مگذارید» و سپس ادامه می‌دهد که: «نباید که با مردان بیارامی آن گونه که با زنان، این [بی‌گمان] گناه است». در تفسیر سفرای کتاب آمده که ازدواج مردان با مردان و زنان با زنان در میان مردم مصر رایج بوده‌است. در کتابی رومی با نام بابل‌نامه، نویسنده سخن از شاهدختی مصری به نام برنیس می‌زند که آدم‌ربایان اقدام به ربودن دختری که دوست می‌داشته می‌کنند و پس از آنکه دختر با تلاش خدمتکار برنیس آزاد می‌شود، برنیس با او ازدواج می‌کند.
پادشاهان بابل باستان همچون حمورابی معروف معشوقان مردی در حرم خود داشتند که در رتبه همسرانشان بودند. در آیین رایج در آن منطقه «عشق مرد به زن، زن به مرد، و مرد به مرد» ستایش می‌شده‌است. از جمله نامدارترین متن‌های باستانی میان‌رودان که در آن به روابط همجنس‌خواهانه اشاره شده حماسه گیلگمش است که در آن رابطه میان گیلگمش و انکیدو شمه‌ای از لذت روابط اجتماعی همچون ازدواج و پدر بودن را به گیلگمش می‌چشاند. با وجود داشتن قوانین مفصل در رابطه با ازدواج، هیچ‌کدام از قانون‌های میان‌رودان باستان ازدواج میان همجنسان را منع نمی‌کردند. از روی یکی از قوانین هیتی‌ها که در آن به برده حق پرداخت پول به مرد دیگر برای همسری با او در خانه‌اش داده شده‌است، می‌توان برداشت کرد که همهٔ شهروندان هیتی می‌توانستند به ازدواج با مردان بپردازند.

### یونان و روم باستان
روابط همجنس‌خواهانه در یونان و روم باستان به نسبت دیگر مناطق بازتاب بیشتری در نوشته‌ها و یادگارهای باقی‌مانده داشته‌اند. نمایان‌ترین گونهٔ رابطه میان همجنسان در نوشته‌های این دوره روابط عاشقانه میان دو همجنس بوده‌است که نشان آن در ادبیات کلاسیک روم بسیار به چشم می‌خورد. نوشتارهای باقی‌مانده از یونان باستان نشان از دیدگاه فلسفی و مثبت به روابط میان همجنسان دارند. کتاب مجمع افلاطون بحث‌های مفصلی دربارهٔ عشق میان همجنسان دارد. یونانیان عشق میان دو مرد را ارزشمند می‌دانستند و در اسطوره‌های خود بدان پرداخته‌اند؛ برای نمونه افسانه‌های مربوط به عشق آشیل به معشوقش پاترکلوس نشان از آن دارند که یونانیان پیوند میان همجنسان را آنچنان دور از پیوند رسمی ازدواج در میان دگرجنسان نمی‌دانستند. توصیف ارتباط میان آشیل و پاترکلوس همانند توصیف روابط میان شوهر–زن در زندگی روزمره یونانیان آن دوره بوده‌است.
در میان تاریخ‌دانان دربارهٔ اینکه روم باستان روابط میان همجنسان را تحمل می‌کرده‌است، اختلاف وجود دارد. این روابط گاه جنبهٔ حقوقی به خود می‌گرفتند و دو سوی پیوند ملزم به اجرای تعهدات مالی به هم بوده‌اند. سیسرون، خطیب و حقوقدان رومی، در نوشته‌ای به «کوریوی پدر» از او می‌خواهد تا پسرش را به بدهی‌هایی که او بر آنتونیوس وارد آورده آگاه سازد؛ کسی که به گفتهٔ سیسرون «[با پسر کوریو] در ازدواجی متحد و پایدار حضور دارد، چنان‌که گویی او بدان پسر عقدجامهٔ عروسان داده بود». گفته‌های سیسرون اگرچه تمسخرآمیز بودند و نداشتن هیچ گونه تفاوتی میان چنین روابط همجنس‌گرایانه با ازدواج‌های دگرجنس‌گرایانه را به «ازدواج» تشبیه می‌کند، اما نشان از آن دارند که روابط همجنس‌گرایانه نه تنها در کمینه بخش‌هایی از جامعه روم پذیرفته شده بودند که همچون ازدواج‌های دگرجنسی شامل تعهدات مالی می‌شدند.

من باید فردا در مراسمی در درهٔ کوئیرینال شرکت کنم.
چگونه مراسمی؟
چیز مهمی نیست، یکی از دوستان دارد با مردی ازدواج می‌کند و گروه کوچکی نیز گرد هم آمده‌اند.

گفتگویی از جوونال. او خود نظر مثبتی نسبت به ازدواج همجنسان نداشت.
با گذشت زمان و در امپراتوری آغازین روم کلیشهٔ «عاشق» و «معشوق» جای خود را به روابط پایدارتر و بر پایه قانون‌تری داد. این هنگامی بود که ازدواج مردان با مردان و زنان با زنان قانونی بود و در میان لایه‌های بالای جامعه صورت می‌گرفت. قوانین مربوط به این ازدواج‌ها نیز همان قوانین ازدواج میان زنان و مردان بودند. امپراتور نامدار نرون در مراسمی همگانی و آشکار با تشریفات کامل با مردی به نام اسپروس ازدواج کرد و «با وی همچون همسرش زندگی کرد.» نرون دو بار با مردان ازواج کرد و اسپروس کسی بود که نه تنها همه جا به همراه امپراتور می‌رفت و یکدیگر را در آغوش می‌کشیدند، که تا لحظه مرگ نرون بر بالای بسترش حاضر بود.
در این هنگام ازدواج میان زنان نیز رایج بوده‌است. در کتاب گفتگوهای روسپیان لوسین آمده‌است که زنی خود را «ازدواج کرده (مزدوج)» با زن دیگری «که برای مدت طولانی همسرش بوده» معرفی می‌کند. ولی به ظاهر چنین ازدواج‌هایی کمتر از ازدواج‌های میان مردان صورت می‌گرفته‌اند چرا که زنان در روم از موقعیت اجتماعی و اقتصادی کمتری نسبت به مردان برخوردار بودند.
در اواخر امپراتوری روم تحمل روابط همجنس‌گرایانه رو به افول نهاد و در سال ۳۴۲ فرمانی رسمی مبنی بر مجازات آنانی که دست به ازدواج همجنس‌گرایانه می‌زنند، صادر شد. به نظر می‌رسد که گسترش باورهای مسیحی در این هنگام بر روی صادر شدن این فرمان تأثیر گذاشته باشند. بنیان‌گذاران آغازین کلیسا – کسانی چون کلمنت، جروم، و آگوستین – قائل به فلسفه‌ای بودند که هر گونه رابطه جنسی برای لذت را نامجاز می‌شمردند؛ ازدواج و رابطه جنسی باید تنها به منظور فرزندآوری می‌بود و زوج‌ها نباید برای لذت رابطه با هم می‌آمیختند. واپسین مستعمره این امپراتوری که روابط میان همجنسان را تحریم کرد پادشاهی ویزیگت‌ها در ۶۵۰ میلادی بود.
نفوذ اندیشه‌های مسیحی در نهایت سقوط امپراتوری روم و کنار زدن رسم‌های هوادار همجنس‌گرایان را در پی داشت. اگرچه پس از این دوره همجنس‌گرایان تعقیب و مجازات می‌شدند، اما به نظر می‌رسد که کشیشان همجنس‌گرا درون خود کلیسا توانسته بودند روشی را برای ایجاد پیوند ازدواج در محیطی مسیحی بیابند. بررسی‌های جان بازول، تاریخ‌دان آمریکایی، نشان داده‌اند که ازدواج میان زوج‌های همجنس تحت عنوان پیمان برادری همانند ازدواج‌های دگرجنس‌گرایان صورت می‌گرفته و قانوناً به رسمیت شناخته می‌شدند. چنین ازدواج‌هایی مقدس شمرده می‌شدند و در طول سده‌های میانی اروپا از سده پنجم تا نوزدهم میلادی رواج داشته‌اند.

### فرهنگ‌های ساکن قاره آمریکا
کاشفان اسپانیایی سده‌های ۱۶ و ۱۵ در قاره آمریکا روایت‌های گوناگونی از ازدواج میان مردان و زنان در قبیله‌های بومی ساکن این قاره پیش از استعمار اروپاییان ارائه کرده‌اند. در بعضی فرهنگ‌ها، پاره‌ای از قوانین رایج بر این ازدواج‌ها همانند قوانین رایج بر ازدواج دگرجنس‌گرایان بوده‌است و مجازات آنانی که به یکی از «همسران» تجاوز می‌کردند همانند کسانی بوده‌است که به همسر (زن) مردی تجاوز می‌کردند. چنین ازدواج‌هایی اغلب میان یک همجنس با همجنسی که بِردَچه خوانده می‌شود، انجام می‌شدند. بردچه به زن یا مردی گفته می‌شد که نقش جنسیتی خود را کنار می‌گذاشت و به تقلید و انجام کارهایی می‌پرداخت که مشخصه جنس مخالفش دانسته می‌شدند. با این حال بردچه جزئی از جامعه جنس مخالف و با آن‌ها مخلوط نمی‌شود؛ اگرچه بسیاری از جوامع بومی آمریکا بردچه‌ها را «جنس سوم» به‌شمار می‌آوردند. ازدواج بردچه‌ها با همجنسان خود در بسیاری از فرهنگ‌های بومی این قاره به رسمیت شناخته شده بود و به شکل قانونی بدان نگاه می‌شد. تمدن‌های آزتک، مایا، اینکا، و سرخپوستان آمریکای شمالی چنین رسم و ازدواجی را به جای می‌آوردند.
آنچه که بیشتر از همه در این گونه ازدواج‌ها مورد توجه انسان‌شناسان و جامعه‌شناسان قرار گرفته نقش‌های کارگری و اقتصادی هر کدام از همسرها در کنار نیازهای جنسی و علایق آن‌ها به برقراری ارتباط عاطفی–جنسی است. فزونی و پذیرش ازدواج زنان در این فرهنگ‌ها همراه با تعریف‌های متفاوت از نقش‌های جنسیتی در جامعه و نقش‌های جنسی در پیوند ازدواج بوده‌اند.

### آفریقا
فرهنگ‌های متعدد آفریقایی انواع گوناگونی از ازدواج میان همجنسان داشته‌اند. در غالب این‌گونه ازدواج‌ها نقش‌های ترانَسلی (میان پسر–مرد) و تراجنسیتی همانند بردچه‌های آمریکا دیده می‌شوند. در میان ازدواج‌های از این نوع در دیگر نقاط جهان، آفریقاییان اما گونه‌ای ازدواج منحصر به فرد داشته‌اند. از این ازدواج‌ها با نام «شوهران مؤنث» یا «ازدواج زنان» یاد می‌شده‌است. در این ازدواج‌ها، زنی به همسری زن دیگر درمی‌آمده و درست همانند ازدواج میان زن و مرد، زن نخست «پدر» فرزندان همسرش می‌شده‌است. این زن همان جایگاه حقوقی مرد–پدر را داشته و فرزندان به نام او خوانده می‌شدند.

### جهان اسلام
در حالت کلی، اسلام نیز همچون دیگر دین‌های ابراهیمی رابطه جنسی و نزدیکی میان دو همجنس را گناه می‌شمارد و شریعت اسلامی برای کنش جنسی میان دو همجنس حدهای بسیار شدید گذاشته که گاه مجازات مرگ نیز جزو آن‌ها می‌شود.
بعضی نوشته‌های باقی‌مانده از دوران صفویه نوعی پیوند میان همجنسان زن و مرد را گزارش می‌کنند که با نام «خواهرخواندگی» و «برادرخواندگی» معرفی می‌شود. دو همجنس برای خدمت به خدا خواهر/برادرخوانده می‌شدند و برای این منظور «صیغه‌ای» میانشان خوانده می‌شده‌است. خوانده شدن اغلب رنگی مذهبی به خود می‌گرفته که شامل زیارت آرامگاه اعضای خاندان علی بن ابی‌طالب می‌شده و گاه همراه با مراسم رقص و پخش شربت بوده‌است. باورهای عرفانی شاهان صفوی در شکل‌گیری این پیوندها نقش داشته‌اند و در آغاز دودمان صفوی برادرخواندگی‌های میان درویشان و عارفان معمول بوده‌است. این پذیرش اجتماعی می‌توانست محیط مناسبی برای زوج‌های همجنس به منظور ابراز محبت به هم به وجود آورد. نمونه‌ای از نوشته‌های یک زن لزبین ایرانی به دست آمده از این هنگام که در آن سخنان عاشقانه‌اش با محبوب مونثش را در لفافه‌ای از ادبیات عرفانی پوشانده‌است، نشان از عشق میان زن و خواهرخوانده‌اش دارد.
در حالت کلی، در پیش از قرن بیستم ازدواج در جوامع اسلامی به خاطر عشق نبود؛ برای نمونه، در قابوس‌نامه به وضوح ذکر شده‌است که گرفتن همسر نه به خاطر عشق و نه به خاطر میل جنسی، بلکه برای تولید فرزند است. در ابتدای قرن بیستم با وجود آنکه مبحث لزوم علاقه برای ازدواج مطرح گشت و داستان‌های عاشقانه همجنس‌گرایانه در میان مردم معروف بودند (مانند محمود و ایاز)، اما بحث ازدواج همجنس‌گرایانه به‌طور جدی مطرح نشد.

### دوران نوین
در اواخر قرن نوزدهم روانشناسان زیادی از جمله زیگموند فروید همجنس‌گرایی را دیگر یک بیماری روانی نمی‌دانستند. این تصور که همجنس‌گرایی مادرزادیست کمک زیادی به همجنس‌گرایان کرد تا تلاش برای احقاق حقوق خود را از اوایل قرن بیستم آغاز کنند. ازدواج همجنس‌گرایان تا پیش از جنگ جهانی دوم مطرح نبود اما به دلیل کشتار همجنس‌گرایان در طول جنگ توسط نازی‌ها، توجه به حقوق همجنس‌گرایان پس از جنگ شدت بیشتری گرفت و باعث شد زمزمه‌هایی در مورد ازدواج همجنس‌گرایان پیش آید.
مسئله قانونی‌سازی ازدواج همجنس‌گرایان به موازات افزایش آگاهی و توجه عمومی دربارهٔ حقوق همجنس‌گرایان در جوامع نوین پس از جنگ جهانی دوم پدید آمد. در این دوره و با ارائه تعریف‌های نوین از حقوق بشر و حقوق مدنی، بسیاری از نابرابری‌های اجتماعی این جوامع توسط گروه‌های مدنی زیر سؤال برده شدند و در نهایت با فشار این گروه‌ها، درخواست کنار گذاشته شدن قوانین پشتیبانی‌کننده از این نابرابری‌ها به دادگاه‌های محلی، استانی، و ملی رفت. برای نمونه، جنبش رهایی نژادی در آمریکا پیشروی جنبش‌های مدنی در دهه ۱۹۶۰ میلادی بود. این دهه همچنین شاهد برداشته شدن عنوان «جرم» از ارتباط‌های جنسی میان دو همجنس در همهٔ ایالت‌های آمریکا و کانادا بود.

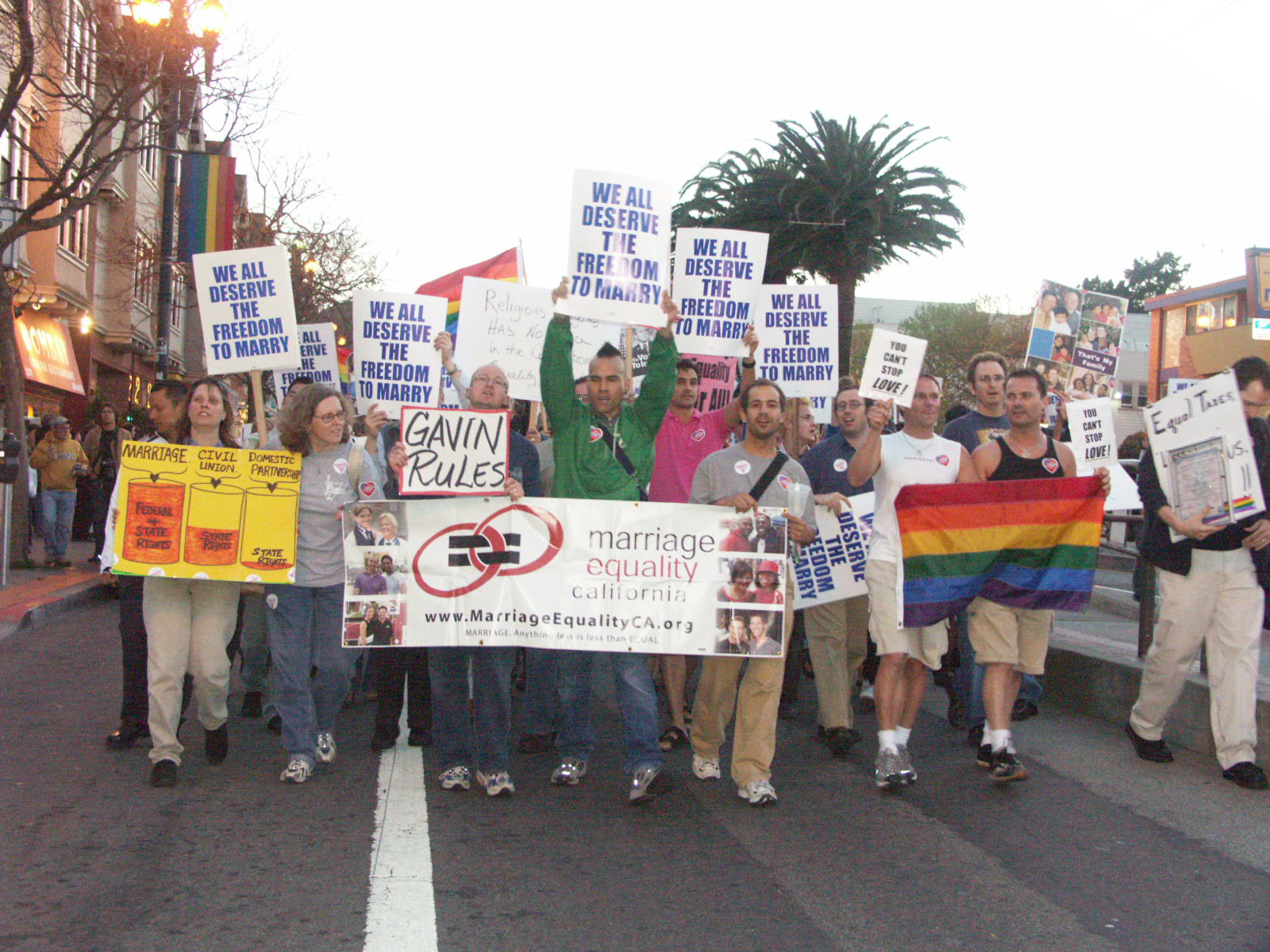
درخواست برای به رسمیت شناختن ازدواج میان همجنسان با وقوع شورش‌های استون‌وال در نیویورک شدت گرفت. در تصویر، راهپیمایی در سان فرانسیسکو در پشتیبانی از ازدواج همجنس‌گرایان مربوط به سال ۲۰۰۴.

دفاع از حقوق همجنس‌گرایان از اوایل دههٔ هفتاد میلادی شدت زیادی گرفت و مسئله برابری حقوق همجنس‌گرایان با دگرجنس‌گرایان، از جمله در ازدواج، بیش‌تر مورد توجه قرار گرفت. این افزایش کنشگری پس از رویدادهای موسوم به شورش‌های استون‌وال پدید آمد. بیرون ریختن جامعه دگرباشان نیویورک باعث علنی شدن اعتراض همجنس‌گرایان به نپذیرفتن حقوقشان و درخواست برای تغییر در شرایط موجود شد. در مدت کوتاهی، همجنس‌گرایان خواهان به رسمیت شناخته شدن حق برابر در استخدام، فرزندخواندگی، داشتن املاک، و ازدواج شدند.
اندکی پس از شورش‌های استون‌وال، تعداد زیادی از همجنس‌گرایان اروپا، کانادا، و ایالات متحده برای ازدواج نام‌نویسی کردند. در آغاز، این درخواست‌ها توسط عاملان ازدواج، همچون مسئولان شهرداری و بخشداری‌ها، به رسمیت شناخته شدند چرا که هنوز قانونی برای منع ازدواج میان همجنسان وجود نداشت و قانون‌های موجود ازدواج میان «هر دو شخصی» که درخواست ازدواج می‌دادند را به رسمیت می‌شناختند. این دوره اما با ارائه «لایحه‌های اضطراری» توسط قانون‌گذاران ایالت‌های آمریکا به پایان رسید؛ لایحه‌هایی که به سرعت و در پی هجوم زوج‌های همجنس‌گرا به مراکز ثبت ازدواج نوشته و ارائه شدند. با این حال، در فاصلهٔ دهه ۱۹۶۰ تا ۱۹۸۰، درخواست‌ها برای به رسمیت شناخته شدن ازدواج همجنس‌گرایان در آمریکا، کانادا، اروپا، و به ویژه کشورهای اسکاندیناوی بالا گرفت.
کشورهای اسکاندیناوی نخستین گام‌های عملی در زمینه برابرسازی را برداشتند و دانمارک اولین کشور دنیا بود که اتحاد مدنی بین همجنس‌گرایان را در سال ۱۹۸۹ تصویب کرد. نروژ (۱۹۹۳) سوئد (۱۹۹۵) و ایسلند (۱۹۹۶) هم دنباله روی دانمارک بودند. اما ازدواج با تمامی حقوق و مزایای مساوی ازدواج با دگرجنس‌گرایان برای نخستین بار در سال ۲۰۰۱ در هلند تصویب شد.

## مخالفان و موافقان

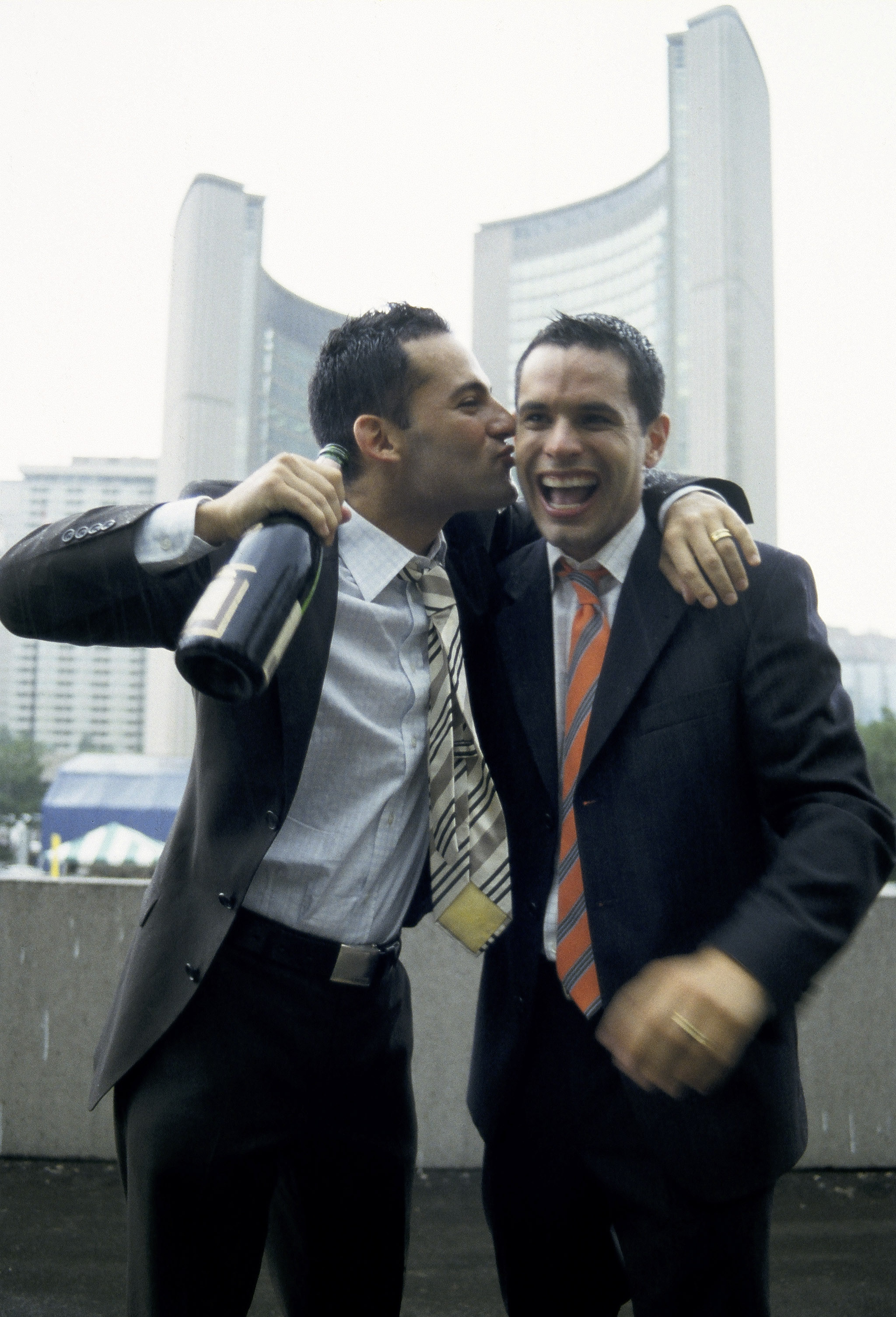
دو مرد در حال پایکوبی پس از ازدواج، تورنتو

تعداد قابل توجهی نظرسنجی در این زمینه نشان داده‌اند که پشتیبانی از ازدواج همجنس‌گرایان در سراسر جهان رو به افزایش است. در دهه نخست هزاره سوم، اکثر مردم ساکن در بیشتر کشورهای صنعتی جهان از ازدواج همجنس‌گرایان پشتیبانی می‌کردند و این حمایت میان تمام گروه‌های سنی، ایدئولوژی‌های سیاسی، دین، جنسیت، نژاد و منطقه نیز افزایش یافته‌است.
در سال ۲۰۰۵، در نظرسنجی از مردم آمریکا در مورد از ازدواج همجنس‌گرایان ۲۸ درصد موافق، ۶۸ درصد مخالف و ۴ درصد نامطمئن بودند؛ اما در مارس ۲۰۱۳، ۵۰ درصد موافق، ۴۱ درصد مخالف و ۹ درصد نامطمئن بودند.
بررسی‌ها و پژوهش‌های انجام شده در این زمینه نشان می‌دهد حمایت از ازدواج همجنس‌گرایان در میان افراد تحصیل‌کرده‌تر و جوان‌تر بیشتر است. همچنین اکثر مخالفان همجنس‌گرایی و ازدواج همجنس‌گرایان برای دیدگاه‌های خود دلایل دینی برشمرده‌اند. برای نمونه، ۵۲ درصد از مخالفان همجنس‌گرایی مغایرت با تعلیمات دینی را علت اصلی (در ۹۰ درصد مغایرت با کتاب مقدس) دانسته‌اند. همچنین افرادی که هر هفته به مراسم مذهبی می‌پردازند، مخالفت بیشتری با همجنس‌گرایی نسبت به گروهی که کمتر به مراسم‌های مذهبی می‌پردازند وجود دارد (۴۸ درصد در مقابل ۲۲ درصد).
به نوشته داگلاس آلن به‌طور کلی در مکتوبات حقوق و اقتصاد دو اثر جانبی برای ازدواج همجنس‌گرایان دیده می‌شود. اثر اول این است که ازدواج همجنس‌گرایان معنای فرهنگی ازدواج را تغییر می‌دهد که این معنای متفاوت قادر است هر تصمیم در خصوص ازدواج و خانواده را تحت تأثیر قرار دهد. اثر جانبی دوم، هزینهٔ گنجاندن قانونی است. تفاوت انواع اتحادهایی که یک قانون تنظیم می‌کند، منجر به ایجاد این هزینه می‌گردد. هرچه انواع ازدواج‌ها متنوع‌تر باشد هزینه بیشتر است و ازدواج سنتی باید بیشتر تغییر داده شود. این تغییرات الزاماً برای ازدواج سنتی زیربهینه (sub-optimal) اند و قانونگذاری زیربهینه بسته به تغییرات مشخص در قانون ممکن است به ازدواج‌های کمتر، طلاق‌های بیشتر و غیره منجر شود. اما تحقیقات لنگباین و یوست به این نتیجه رسیدند که قانونی‌سازی ازدواج همجنس‌گرایان هیچ‌گونه تأثیر منفی در میزان ازدواج دگرجنس‌گرایان، درصد طلاق، درصد سقط جنین، درصد کودکان به دنیا آمده خارج از ازدواج ندارد. آنان به این نتیجه رسیدند که قانونی‌سازی ازدواج همجنس‌گرایان «هیچ خطری ندارد بلکه می‌تواند مفید نیز باشد» و «هیچ‌گونه دلیل عقلانی برای مخالفت با ازدواج همجنس‌گرایان وجود ندارد».

## مباحث

### فرزندپروری
پژوهش‌های علمی نشان داده‌اند که سلامتِ فیزیکی، روانی و اقتصادی والدین از طریق ازدواج افزایش می‌یابد. همچنین کودکانی که در چارچوبِ ازدواج پرورش یابند، وضعیت بهتری خواهند داشت (چه سرپرستان همجنس باشند چه نباشد)؛ به همین دلیل سازمان‌های علمی معتقدند که به رسمیت شناختن ازدواج همجنس‌گرایان تأثیر مثبت بر فرزندان زوج‌های همجنس خواهد داشت.
بر اساس پژوهش‌های علمی انجمنهای روان‌شناسی آمریکا، قابلیت‌های والدین همجنس‌گرا در پرورش فرزندانشان مشابه والدین دگرجنس‌گرا گزارش شده‌است. بررسی صورت گرفته توسط انجمن روان‌شناسی کانادا عنوان می‌کند که کودکان والدین همجنس‌گرا از دیدگاه رشد روانی، رشد جنسیتی و رشد هویت جنسی تفاوتی با کودکان والدین دگرجنس‌گرا ندارند و فرزندان والدین همجنس‌گرا از نظر روانی همان اندازه سلامت روانی دارند که فرزندان والدین دگرجنس‌گرا. بر اساس بررسی‌های علمی، هیچ مدرکی خلاف این ثابت نشده‌است.

#### سرپرستی

وضعیت حقوقی سرپرستی کودکان توسط زوج‌های همجنس‌گرا
سرپرستی مشترک مجاز است
سرپرستی مشترک در صورتی که یکی از زوجین بیولوژیکی والد فرزند باشد.
سرپرستی توسط یکی از زوجین مجاز است.
قانون خاصی تدوین نشده‌است.

ازدواج همجنس‌گرایان می‌تواند موانع فرزندخواندگی توسط افراد همجنس‌گرا، دوجنس‌گرا و تراجنسیتی (به‌طور کلی دگرباشی جنسی) را از بین ببرد. دو حالت سرپرستی وجود دارد؛ یا دو طرف با هم یک کودک را به سرپرستی می‌گیرند (joint-adoption) یا یک طرف فرزند بیولوژیکی شخص دیگر را به فرزندخواندگی می‌گیرد (step-adoption). هم‌اکنون به جز پرتغال، تمام کشورهایی که اجازه ازدواج را می‌دهند اجازه فرزندخواندگی یک‌نفره را نیز می‌دهند. بعضی از مناطقی که ازدواج همجنس‌گرایان در آن قانونی نیست نیز اجازه فرزندخواندگی دو نفره را می‌دهند: بیشتر بریتانیا؛ استرالیای غربی، نیو ساوت ولز، و کانبرا در استرالیا؛ کواهولا در مکزیک؛ نیوجرسی، ایندیانا، فلوریدا، ایندیانا، ایلی‌نوی، اروگن، هاوایی، نوادا و گوام در آمریکا؛ و در چند مورد اسرائیل.

#### رحم اجاره‌ای و درون‌کاشت مصنوعی
یک مرد همجنس‌گرا یا دوجنس‌گرا می‌تواند از رحم اجاره‌ای استفاده کند و زنان همجنس‌گرا یا دوجنس‌گرا می‌توانند از درون‌کاشت مصنوعی بهره گیرند.

### افراد تراجنسی و بیناجنس
هنگامی که جنسیت توسط قانون تعریف می‌شود، این تعریف می‌تواند بر هر یک از پایه‌های زیر استوار باشد: تشخیص جنسیت توسط XY، نوع اندام جنسی، نوع ویژگی‌های جنسی مشاهده‌پذیر، یا هویتی اجتماعی که بر پایه آن شخص شناخته می‌شود. پیامد انجام چنین تعریف‌هایی آن است که افراد تراجنسی و بیناجنس از دیدگاه قانونی متعلق به یکی از دو جنسیت پذیرفته شده توسط قانون شناخته می‌شوند و ممکن است نتوانند با جنس «موافق» خود ازدواج کنند. اگرچه تعریف قانونی جنسیت قابل تغییر است، اما بسیاری کشورها هنوز اقدامی در این زمینه انجام نداده‌اند. به تازگی و در سال ۲۰۱۴، هند عنوان «جنسیت سوم» را پذیرفت؛ عنوانی که راه را برای ازدواج افراد با جنسیت سوم با هر کدام از دو جنس دیگر هموار می‌کند.
مشکل تعریف جنسیت بر پایه وجود یا عدم وجود اندام‌های جنسی یا بعضی ویژگی‌های مشخص جنسی با جراحی تغییر جنسیت— که می‌تواند آن ویژگی‌ها را دگرگون سازد–– پیچیده‌تر نیز می‌شود. بعضی تخمین‌ها نشان از آن دارند که در نزدیک به ۱ درصد همه زایمان‌ها کودکانی با درجاتی از ابهام جنسیتی زاده می‌شوند، و میان ۰٫۱ تا ۰٫۲ درصد نوزادان دارای آنچنان ابهامی در جنسیت خود هستند که نیاز به مراقب ویژه پزشکی، از جمله جراحی‌های ناخواسته برای برطرف کردن ابهامات، دارند.
در حوزه‌های حقوقی که ازدواج بدون توجه به جنسیت تعریف شده‌است؛ چنین پیچیدگی‌هایی به وجود نمی‌آید. به علاوه بعضی از حوزه‌های حقوقی که تغییر جنسیت را به رسمیت می‌شناسند و قانونی می‌شمارند می‌توان یک شخص تراجنسی با شخصی ازدواج کند که با هویت جنسی شخص همخوانی داشته باشد.
در پادشاهی متحده، قانون شناسایی جنسیت ۲۰۰۴ به افرادی که حداقل دو سال تحت جنسیت خاصی زندگی کرده باشند اجازه می‌دهد که جنسیت جدیدشان را به‌طور قانونی مشخص می‌کنند. هنگامی که اشخاص بخواهند جنسیت جدید را بگیرند نیاز است که ازدواج یا همخانگی مدنی را فسخ کنند (یا همخانگی را به ازدواج تبدیل کنند). در استرالیا نیز هنگام تغییر جنسیت افراد نیاز بود که ابتدا طلاق بگیرند اما در سال ۲۰۰۶ مغایر با قانون اساسی استرالیا تشخیص داده شد.
در آمریکا افراد تراجنسی معمولاً درگیر پیچیدگی‌های مشابه می‌شوند و به خاطر اینکه تعریف و اجرائی شدن ازدواج بین ایالت‌ها متفاوت است این پیچیدگی‌ها در هر ایالت فرق می‌کند.

### طلاق
با وجود پیشرفت در قانونی‌سازی ازدواج همجنس‌گرایان در برخی مناطق، مسئله طلاق و حواشی آن (مانند حق سرپرستی فرزند و حق دیدار با فرزند) گاهی با پیچیدگی‌های قضایی روبرو می‌شود. برای نمونه، در اواخر سال ۲۰۰۴ پرونده یک زوج همجنس‌گرای زن در ایالت ماساچوست (که ازدواج همجنس‌گرایان را قانونی کرده بود) بررسی شد. این زوج اگرچه ازدواج نکرده بودند اما برای بچه‌دار شدن اقدام کرده و فرزندشان پس از پایان رابطه زاده شده بود. یکی از زوج‌ها خواستار دریافت هزینه نگهداری فرزند از زوج دیگر بود. در این پرونده دادگاه چنین حکم کرد که اگرچه شریک زندگی نقش فعالی در فرایند درون‌کاشت مصنوعی داشته، وی مجبور به پرداخت هیچ هزینه‌ای برای نگهداری از فرزند نیست. در ایالات متحده آمریکا زوج‌هایی که در یک ایالت ازدواج می‌کنند در صورتی که آن ایالت را ترک کرده و برای زندگی به ایالتی بروند که ازدواج زوج‌های همجنس را به رسمیت نمی‌شناسد، ممکن است دیگر نتوانند در آن ایالت طلاق بگیرند و مجبور باشند به ایالتی که در آن ازدواج کرده‌اند بازگردند. روند طلاق و یافتن وکیل مناسب گاه هزینه‌های قابل توجهی را به زوج‌های همجنس تحمیل می‌کند.
موارد مشابهی در جای‌های دیگر به وقوع می‌پیوندد. به عنوان مثال در سال ۲۰۱۲ یک زوج همجنس‌گرای اسرائیلی که در سال ۲۰۰۴ در کانادا ازدواج کرده بودند، در اسرائیل درخواست طلاق دادند اما با درخواست آن‌ها موافقت نشد چرا که در قانون اسرائیل ازدواج و طلاق تنها بین یک مرد و یک زن تعریف شده بود. آن‌ها در کانادا نیز نمی‌توانستند طلاق بگیرند. چرا که کانادا فقط به شهروندان کانادایی اجازه طلاق می‌داد هرچند که امکان ازدواج در آن کشور برای شهروندان غیر کانادایی فراهم بود. دادگاه اسرائیل سرانجام در اواخر نوامبر ۲۰۱۲ حکم طلاق زوج همجنس‌گرا را صادر کرد.
از ۱ آوریل ۲۰۰۱ تا ۱ ژانویهٔ ۲۰۱۱، ۱٬۰۷۸ طلاق در میان زوج‌های همجنس هلندی رخ داد (از میان ۱۵٬۰۰۰ ازدواج) که دو سوم آن‌ها در بین زوج‌های مؤنث بوده‌است. در حالی که در همان بازهٔ زمانی ۳۲۳٬۵۴۹ طلاق در میان زوج‌های دگرجنس‌گرای این کشور رخ داده‌است (از میان ۷۶۱٬۰۰۰ ازدواج).
نتایج یک پژوهش مؤسسهٔ ویلیامز وابسته به دانشکده حقوق دانشگاه یوسی‌ال‌ای  در سال ۲۰۱۱ نشان داد که نرخ طلاق در میان زوج‌های همجنس‌گرای آمریکایی اندکی کم‌تر از زوج‌های دگرجنس‌گراست. درصد زوج‌های طلاق گرفته در ایالت‌ها در یک سال بین ۰ تا ۱٫۸ درصد متغیر بود (به‌طور میانگین ۱٫۱ درصد) که کمی کمتر از نرخ ۲ درصدی سالیانهٔ طلاق در میان زوج‌های دگرجنس‌گراست. نتایج یک پژوهش انجام شده در سوئد و نروژ و منتشر شده در سال ۲۰۰۶ (زمانی که تنها امکان اتحاد مدنی، که به گفتهٔ نویسندگانش در عمل چیزی کم از ازدواج ندارد، برای زوج‌های همجنس فراهم بود) نشان داد، الگوهای ریسک طلاق بین زوج‌های همجنس و دگرجنس مشابه، ولی سطوح ریسک طلاق به‌طور قابل توجهی در ازدواج‌های همجنس بیشتر است. ریسک طلاق بین زوج‌های مؤنث دو برابر زوج‌های مرد است.

### دین
بسیاری از دلایل موافقت و مخالفت با ازدواج همجنس‌گرایان پایه‌های مذهبی دارند. یکی از مسائلی که مطرح است این است که آیا قانونی‌سازی ازدواج همجنس‌گرایان بر آزادی ادیان تأثیر می‌گذارد؟ گروه‌های مذهبی ممکن است از اعطای مزایای استخدام، حق مسکن، حق فرزندخواندگی و دیگر حقوق به زوج‌های همجنس‌گرا سرباز زنند. به همین دلیل بعضی از حکومت‌ها مواردی در قوانین برابری ازدواج گنجانده‌اند که آزادی ادیان را تضمین کند.
برخورد گروه‌های دینی اصلی با موضوع ازدواج همجنس‌گرایان متنوع است. برای نمونه، مسئولان کلیسای کاتولیک مخالف ازدواج همجنس‌گرایان هستند؛ به همین ترتیب کلیسای ارتدکس شرقی، برخی از کلیساهای پروتستان، اکثریت مسلمانان، هندوهای ناسیونالیست، و یهودیان ارتدکس. موضع بوداییان در این باره مختلف است و بعضی موافق و بعضی دیگر مخالف در نظر گرفته می‌شوند؛ اگرچه دالایی لاما، رهبر بوداییان تبت، به تازگی ازدواج همجنس‌گرایان را بدون اشکال و اخلاقی خوانده‌است. در مقابل بسیاری از کلیساها و فرقه‌های مذهبی شامل مسیحیان مترقی  و مسیحیان لیبرال موافق ازدواج همجنس‌گرایان هستند. از جمله این گروه‌های مسیحی می‌توان به کلیسای جامعه شهری، کلیسای متحد مسیح، مریدان مسیح، کلیسای اسقفی، کلیسای انگلیکان کانادا، کلیسای لوتری انجیلی در آمریکا، و کلیسای جهان‌گرایی توحیدگرا اشاره کرد. همچنین برخی از مسلمانان، بوداییان، و جوامع یهودیان و هندوها از ازدواج همجنس‌گرایان پشتیبانی می‌کنند.

### قانونی‌سازی
روش‌های مختلفی برای قانونی‌سازی ازدواج همجنس‌گرایان در مناطق مختلف وجود دارد. در دموکراسی مستقیم، قانونی‌سازی آن یا ممنوع کردن آن از طریق رأی اکثریت مردم یا نمایندگان مردم صورت می‌گیرد. در حالات دیگر امکان ازدواج بدون توجه به جنسیت به عنوان یک حق مدنی ممکن است از طریق دادگاه‌ها قانونی شود.

## ازدواج همجنس‌گرایان در سراسر جهان

### آسیا
خاورمیانه
در بسیاری از کشورهای خاورمیانه از جمله ایران و عربستان همجنس‌گرایی جرم و مجازات اعدام دارد. اسرائیل تنها کشور منطقه است که حقوق همجنس‌گرایان را به رسمیت می‌شناسد؛ در این کشور ازدواج همجنس‌گرایان قانونی نیست، اما با این حال ممنوع هم نیست. چرا که ازدواج همجنس‌گرایان در اسرائیل به صورت نمادین انجام می‌شود اما امکان ثبت رسمی آن وجود ندارد. دادگاه عالی اسرائیل در نوامبر ۲۰۰۶ حکمی مبنی بر به رسمیت شناختن ازدواج‌های همجنس‌گرایانی که در خارج از اسرائیل ثبت شده‌اند، صادر کرد. پارلمان اسرائیل، کنست، در مه ۲۰۱۲ با رأی ۳۹ به ۱۱ به پیش‌نویس قانون ازدواج همجنس‌گرایان رأی مخالف داد. در ژوئن ۲۰۱۳ وزیر دادگستری اسرائیل،  تسیپی لیونی از تصمیم خود برای درخواست از دولت در خصوص موافقت با پیش‌نویس قانونی خبر داد که در صورت تصویب شدن به زوج‌های همجنس‌گرا اجازه خواهد داد تا با یکدیگر وارد اتحاد مدنی شوند.
تایوان
ازدواج همجنس‌گرایان در تایوان از ۲۴ مه ۲۰۱۹ قانونی شد. این کشور نخستین کشور آسیایی بود که ازدواج همجنس‌گرایان را به رسمیت شناخت.
چین
قانون ازدواج جمهوری خلق چین ازدواج را صریحاً به صورت اتحادی میان یک مرد و یک زن تعریف می‌کند و گونه‌های دیگر اتحاد مدنی در این کشور به رسمیت شناخته نمی‌شوند. اعتقاد بر این است که نگرش دولت چین نسبت به همجنس‌گرایی به صورت «بدون موافقت، بدون مخالفت، و بدون ترویج» باشد. در سال ۲۰۰۱، وزارت بهداشت این کشور رسماً همجنس‌گرایی را از فهرست بیماری‌های روانی خارج کرد.
جامعه‌شناس و سکسولوژیست، لی ینی که فردی شناخته‌شده در جامعه همجنس‌گرایان مرد چینی است، چندین بار سعی کرده که ازدواج همجنس‌گرایان را به صورت قانونی درآورد. از جمله تلاش‌های او برای رسیدن به این امر می‌توان به کنگره ملی خلق در سال ۲۰۰۰ و ۲۰۰۴ (قانونی کردن ازدواج همجنس‌گرایان در سال ۲۰۰۰ و لایحه ازدواج همجنس‌گرایان در سال ۲۰۰۴) اشاره کرد. بر طبق قوانین چین، ۳۵ امضاء از طرف نمایندگان مورد نیاز است تا این موضوع در کنگره مورد بحث واقع شود. اما به علت عدم حمایت نمایندگان، تلاش‌های او برای قانونی کردن ازدواج همجنس‌گرایان با شکست مواجه شد. هنگامی که از یکی از سخنگویان دولت دربارهٔ پیشنهاد لی ینی سؤال شد، این‌گونه جواب داد که ازدواج همجنس‌گرایان هنوز برای چین «خیلی جلوتر از زمان خودش است». او بیان داشته‌است که ازدواج همجنس‌گرایان حتی در بسیاری از کشورهای غربی که نسبت به چین در مسائل اجتماعی آزاداندیش‌تر هستند هم هنوز به رسمیت شناخته نشده‌است.
تایلند
مجلس سنای تایلند روز سه شنبه ۱۸ ژوئن (۲۹ خرداد) نسخه نهایی لایحه برابری ازدواج را تصویب کرد و بدین ترتیب این کشور به عنوان نخستین آسیای جنوب شرقی راه را برای به رسمیت شناختن زوج‌های همجنس در این منطقه هموار ساخت، گرچه این قانون نیازمند امضای نهایی پادشاه است

### آفریقا

مراسم ازدواج زوجی مؤنث در آفریقای جنوبی

پس از فروپاشی رژیم آپارتاید در سال ۱۹۹۴، آفریقای جنوبی در قانون اساسی خود هرگونه تبعیض بر اساس گرایش جنسی را ممنوع کرد. اما ازدواج تنها برای زوج‌های با جنس مخالف تعریف شده بود تا اینکه در دسامبر ۲۰۰۵ دادگاه قانون اساسی با این استدلال که قانون ازدواج کنونی به دلیل تبعیض علیه زوج‌های همجنس، خلاف قانون اساسی است؛ تا ۱ دسامبر ۲۰۰۶ به دولت مهلت داد تا قانون ازدواج همجنس‌گرایان را تصویب کند. مجلس شورای ملی در ۱۴ نوامبر ۲۰۰۶ با رأی ۲۳۰ به ۴۱ پیش‌نویس قانون ازدواج همجنس‌گرایان را تصویب و معاون رئیس‌جمهور، پومزیله ملامبو–نوکا در ۲۹ نوامبر آن را امضاء کرد. آفریقای جنوبی نخستین کشور در قاره آفریقا بود که ازدواج همجنس‌گرایان را قانونی اعلام کرد. سایر کشورهای آفریقایی تبعیت چندانی در این زمینه از آفریقای جنوبی نکردند. همجنس‌گرایی در بیشتر کشورهای آفریقایی تابو و در برخی از آن‌ها از جمله زیمبابوه، کنیا، اوگاندا، نیجریه، تانزانیا، غنا و بیشتر کشورهای جنوبی صحرای بزرگ آفریقا غیرقانونی است.

### اقیانوسیه
نیوزیلند

وضعیت حقوقی همجنس‌گرایی در جهان
همجنس‌گرایی مجاز اما قانون خاصی برای آن تدوین نشده
قانونی
ازدواج همجنس‌گرایان مجاز است
گونه‌های دیگری از زندگی مشترک
ازدواج خارج از کشورِ همجنس‌گرایان به رسمیت شناخته می‌شود
غیرقانونی
کیفر سبک
کیفر سنگین
حبس ابد
مجازات مرگ

نیوزیلند نخستین کشور در اقیانوسیه و سیزدهمین کشور در جهان است که ازدواج همجنس‌گرایان را قانونی اعلام کرده. پیش‌نویس قانون ازدواج همجنس‌گرایان در ۱۷ آوریل ۲۰۱۳ توسط مجلس نمایندگان نیوزیلند با ۷۷ رأی موافق و ۴۴ رأی مخالف تصویب شد و توشیح ملوکانه را نیز بدست آورد. قانون ازدواج همجنس‌گرایان از ۱۹ اوت ۲۰۱۳ در نیوزیلند اجرا شد.
استرالیا
تاسمانی نخستین ایالت استرالیا بود که از سپتامبر ۲۰۱۰، ازدواج‌های همجنس‌گرایانی را که در خارج از کشور انجام شده‌اند، به رسمیت شناخت. قلمرو پایتختی استرالیا نیز نخستین ناحیهٔ این کشور بود که در اکتبر ۲۰۱۳ قانون ازدواج همجنس‌گرایان را قانونی اعلام کرد. قانون‌گذاران قلمرو پایتختی در ۲۲ اکتبر ۲۰۱۳ با رأی ۹ به ۸ این قانون را تصویب کردند. نخستین ازدواج‌های زوج‌های همجنس‌گرا از ۷ دسامبر ۲۰۱۳ در کانبرا برگزار گردید.
دادگاه عالی استرالیا در ۱۲ دسامبر ۲۰۱۳ اعلام کرد که این تغییر قانون معتبر نیست و قانونی‌سازی ازدواج همجنس‌گرایان باید به صورت فدرال انجام گیرد. این تصمیم پیوند حدود ۲۷ زوجی را که در فرصت چند روزهٔ پس از قانونی‌سازی در قلمرو پایتختی ازدواج کرده بودند، باطل کرد. در آن زمان هیچ‌یک از ایالت‌های استرالیا نمی‌توانستند به تنهایی ازدواج همجنس‌گرایان را قانونی سازند و انجام این مهم تنها به صورت ملی ممکن بود. گفتنی است که نخست‌وزیر وقت استرالیا، تونی ابوت مخالف ازدواج همجنس‌گرایان بود و مجلس نمایندگان استرالیا نیز در سپتامبر ۲۰۱۲ با رأی ۹۸ به ۴۲ پیش‌نویس قانون ازدواج همجنس‌گرایان را رد کرد. تا قبل از قانونی شدن ازدواج همجنس‌گرایان، امکان ثبت اتحاد مدنی برای زوج‌های همجنس و با جنس مخالف در قلمرو پایتختی استرالیا، تاسمانی، ویکتوریا، نیو ساوت ولز و کوئینزلند وجود داشت.
ازدواج همجنس‌گرایان در استرالیا از ۹ دسامبر ۲۰۱۷ قانونی شده‌است. قانون ازدواج همجنس‌گرایان در ۷ دسامبر ۲۰۱۷ به‌وسیلهٔ پارلمان استرالیا تصویب، و یک روز بعد توشیح ملوکانه را از فرماندار کل استرالیا بدست آورد. این قانون از ۹ دسامبر به اجرا درآمد و بلافاصله تمام ازدواج‌های زوج‌های همجنسی که در خارج از استرالیا انجام شده بودند به رسمیت شناخته شدند. نخستین ازدواج‌های زوج‌های همجنس در ۱۶ دسامبر انجام گرفتند.

### اروپا
هلند

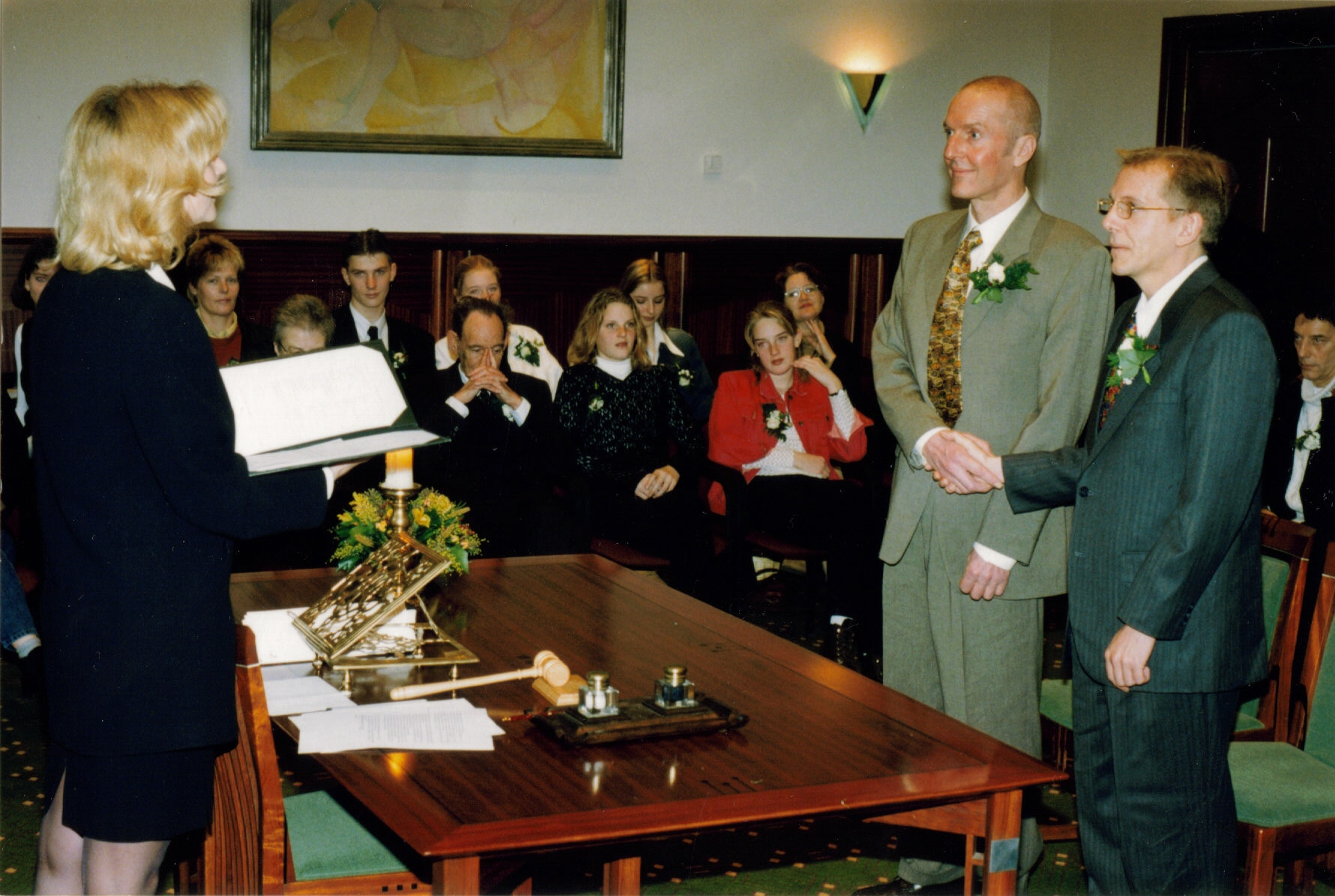
مراسم ازدواج زوجی همجنس‌گرا در هلند

هلند نخستین کشور در اروپا و سراسر جهان بود که ازدواج همجنس‌گرایان را قانونی اعلام کرد. مجلس نمایندگان هلند در ۱۳ سپتامبر ۲۰۰۰ با آرای ۱۰۹ به ۳۳ به پیش‌نویس قانون ازدواج همجنس‌گرایان در این کشور رأی مثبت داد. مجلس سنا نیز در ۲۰ دسامبر همان سال و با رأی ۴۹ به ۲۶ این قانون را تصویب کرد. اگرچه زوج‌های همجنس‌گرا از دو سال پیش از تصویب این قانون می‌توانستند با یکدیگر وارد رابطه ثبت شده‌ای شده و از برخی مزایای زندگی مشترک بهره‌مند گردند، اما با تصویب قانون جدید ازدواج، حق سرپرستی کودکان هلندی نیز به آن‌ها اعطا گردید به گونه‌ای که دیگر تفاوتی میان زوج‌های همجنس و دگرجنس باقی نماند. قانون ازدواج همجنس‌گرایان در هلند از ۱ آوریل ۲۰۰۱ به اجرا درآمد. بلافاصله پس از اجرای این قانون، مراسم ازدواج چهار زوج همجنس‌گرای هلندی در شهر آمستردام و با حضور یوب کوهن، شهردار آمستردام برگزار شد. تا ۱ ژانویه ۲۰۱۱، ۱۵٬۰۰۰ ازدواج در میان زوج‌های همجنس‌گرای هلندی رخ داد که ۲۰ درصد از جمعیت ۵۵٬۰۰۰ نفری همجنس‌گرایان این کشور را شامل می‌شد. در همان بازه زمانی ۷۶۱٬۰۰۰ ازدواج در میان زوج‌های دگرجنس‌گرای این کشور ثبت شد.
بلژیک
بلژیک دومین کشور جهان بود که در ۱ ژوئن ۲۰۰۳ ازدواج همجنس‌گرایان را قانونی اعلام کرد. در آن زمان حق سرپرستی فرزند برای همجنس‌گرایان در نظر گرفته نشده بود. اما پارلمان بلژیک در آوریل ۲۰۰۶ با رأی ۳۴ به ۳۳ قانون حق سرپرستی فرزند توسط همجنس‌گرایان را تصویب کرد. تا سال ۲۰۰۹، ۱۳٬۰۵۵ ازدواج در میان زوج‌های همجنس ثبت شد.
اسپانیا
قانون ازدواج همجنس‌گرایان در اسپانیا از ۳ ژوئیه ۲۰۰۵ به اجرا درآمد. اسپانیا سومین کشور جهان بود که ازدواج همجنس‌گرایان را قانونی اعلام کرد. مجلس اسپانیا در ۳۰ ژوئن ۲۰۰۵ با رأی ۱۸۷ به ۱۴۷، قانون ازدواج همجنس‌گرایان را که مورد حمایت نخست‌وزیر، خوزه لوئیز رودریگز ساپاترو نیز بود، تصویب کرد. بدین ترتیب زوج‌های همجنس‌گرا از همهٔ حقوق زوج‌های دگرجنس‌گرا از جمله حق سرپرستی فرزند بهره‌مند شدند. این قانون از ۳ ژوئیه همان سال اجرا شد. تا یک سال پس از تصویب این قانون حدود ۴۵۰۰ زوج همجنس‌گرا در اسپانیا ازدواج کردند.
نروژ
نروژ ششمین کشور جهان بود که در ژوئن ۲۰۰۸ ازدواج همجنس‌گرایان را قانونی اعلام کرد. مجلس نروژ  در ۱۱ ژوئن ۲۰۰۸ با رأی اکثریت ۸۴ به ۴۱ با این قانون موافقت کرد. مجلس علیا نروژ نیز یک هفته بعد (۱۷ ژوئن) با رأی ۲۳ به ۱۷ این قانون را تصویب کرد. قانون ازدواج همجنس‌گرایان از ۱ ژانویه ۲۰۰۹ در نروژ اجرا شد. این قانون همهٔ حقوقی که دگرجنس‌گرایان تا آن زمان از آن بهره‌مند بودند را برای همجنس‌گرایان فراهم کرد. از جمله این حقوق حق سرپرستی فرزند و امکان درون‌کاشت مصنوعی اسپرم برای زوج‌های همجنس‌گرای زن بود. البته این قانون هیچگونه تعهدی را برای کلیساها در ارتباط با برگزاری مراسم ازدواج زوج‌های همجنس‌گرا در نظر نگرفت. نروژ از سال ۱۹۹۳ امکان اتحاد مدنی را برای زوج‌های همجنس‌گرا فراهم کرده بود.
سوئد
سوئد هفتمین کشور جهان و و پنجمین کشور اروپا بود که در آوریل ۲۰۰۹ ازدواج همجنس‌گرایان را قانونی اعلام کرد. البته سوئد از ۱۹۹۵ امکان اتحاد مدنی و از سال ۲۰۰۰ امکان سرپرستی فرزند را برای زوج‌های همجنس‌گرا فراهم کرده بود. اما مجلس سوئد  در ۱ آوریل ۲۰۰۹ با رأی ۲۶۱ به ۲۲ قانون ازدواج همجنس‌گرایان را نیز تصویب کرد. شش حزب از هفت حزب مجلس سوئد از این قانون حمایت کردند و حزب دموکرات مسیحی تنها حزبی بود که از این قانون حمایت نکرد. قانون ازدواج همجنس‌گرایان در سوئد از ۱ مه ۲۰۰۹ اجرا شد. کلیسای سوئد  در ۲۲ اکتبر ۲۰۰۹ به‌طور رسمی به کشیش‌های خود اجازه داد تا مراسم ازدواج همجنس‌گرایان را برگزار کنند.
پرتغال
ازدواج همجنس‌گرایان در پرتغال از ۵ ژوئن ۲۰۱۰ قانونی شده‌است. دولت پرتغال در دسامبر ۲۰۰۹ پیشنهاد قانونی‌سازی ازدواج همجنس‌گرایان را مطرح نمود. مجلس پرتغال در ۸ ژانویهٔ ۲۰۱۰ با رأی ۱۲۵ به ۹۹ این قانون را تصویب کرد. پاپ بندیکت شانزدهم در ۱۳ مه ۲۰۱۰، در دیدار رسمی از پرتغال مخالفت خود را با ازدواج همجنس‌گرایان اعلام کرد و آن را خطرناک نامید. اما رئیس‌جمهور، آنیبال کاواکو سیلوا در ۱۷ مه ۲۰۱۰ این قانون را امضاء کرد و پرتغال به ششمین کشور در اروپا تبدیل شد که ازدواج همجنس‌گرایان را قانونی اعلام کرد. این قانون از ۵ ژوئن ۲۰۱۰ اجرا شد. در ۷ ژوئن ۲۰۱۰ یک زوج همجنس‌گرای زن نخستین همجنس‌گرایانی بودند که در پرتغال ازدواج کردند. البته در متن اولیه قانون ازدواج همجنس‌گرایان در پرتغال، حق سرپرستی فرزند برای همجنس‌گرایان در نظر گرفته نشده بود. با این وجود مجلس پرتغال در ۲۴ فوریه ۲۰۱۲ پیش‌نویس قانونی برای اعطای حق سرپرستی فرزند به همجنس‌گرایان را تصویب نکرد. اکثریت اعضای مجلس پرتغال در ۱۷ مه ۲۰۱۳ قانونی را تصویب کردند که به موجب آن زوج‌های همجنس‌گرا می‌توانند سرپرستی فرزند شریک خود را بر عهده بگیرند.
ایسلند
قانون ازدواج همجنس‌گرایان در ایسلند از ۲۷ ژوئن ۲۰۱۰ فعال گردید. مجلس ایسلند (آلثینگی) در ۱۱ ژوئن ۲۰۱۰ با ۴۹ رأی موافق و ۰ رأی مخالف، قانون ازدواج را به صورت خنثی از جنسیت تغییر داد. در این قانون اجباری برای کلیسا در مورد برگزاری ازدواج زوج‌های همجنس در نظر گرفته نشده‌است و کشیش‌ها در برگزاری مراسم ازدواج همجنس‌گرایان آزاد هستند. تا پیش از تصویب این قانون امکان اتحاد مدنی برای زوج‌های همجنس وجود داشت. در ۲۷ ژوئن ۲۰۱۰ نخست‌وزیر ایسلند، یوهانا سیگورداردوتیر و شریک زندگی‌اش اتحاد مدنی خود را به ازدواج تبدیل کردند. سیگورداردوتیر نخستین رئیس دولت علناً همجنس‌گرای دنیاست.
دانمارک
ازدواج همجنس‌گرایان در دانمارک از ۱۵ ژوئن ۲۰۱۲ به صورت قانونی انجام می‌شود. دانمارک نخستین کشور دنیا بود که در سال ۱۹۸۹ اتحاد مدنی همجنس‌گرایان را قانونی اعلام کرد. آن قانون در سال ۱۹۹۶ به گرینلند نیز گسترش یافت و در سال ۱۹۹۹ اصلاح‌هایی در آن صورت گرفت. البته امکان برگزاری مراسم در کلیسا یا سرپرستی فرزند برای زوج‌های همجنس‌گرا وجود نداشت. در سال ۲۰۰۹ حق سرپرستی فرزند توسط مجلس دانمارک (فُلکِتین) به زوج‌های همجنس‌گرا اعطا شد. در مارس ۲۰۱۲ حکومت دانمارک پیش‌نویس قانون ازدواج همجنس‌گرایان را به مجلس تقدیم کرد. مجلس نیز در ۷ ژوئن ۲۰۱۲ با ۸۵ رأی موافق و ۲۴ رأی مخالف این قانون را تصویب کرد؛ که از ۱۵ ژوئن اجرا شد. البته این قانون تنها محدود به خاک اصلی کشور دانمارک است و گرینلند و جزایر فارو را شامل نمی‌شود. قانونگذاران گرینلند در مه ۲۰۱۵ با رأی ۲۷ به ۰ قانون ازدواج زوج‌های همجنس را تصویب کردند. این قانون از ۱ اکتبر ۲۰۱۵ اجرا خواهد شد. براساس قانون ازدواج همجنس‌گرایان دانمارک، یک کشیش می‌تواند از برگزاری مراسم زوجی همجنس‌گرا امتناع ورزد که در آن صورت اسقف محلی باید جایگزینی برای آن کلیسا بیابد.
فرانسه

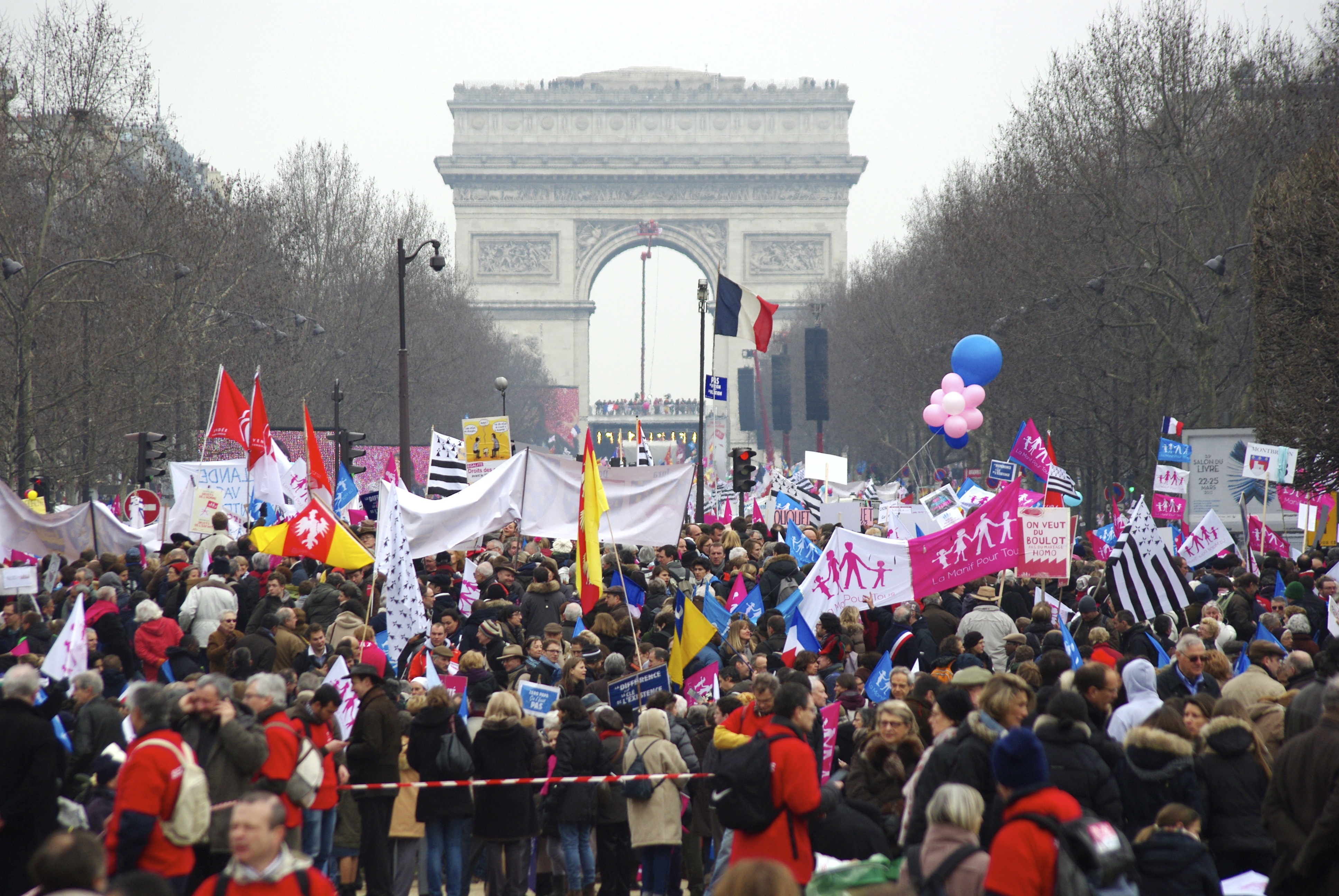
تظاهرات مخالفان قانونی شدن ازدواج همجنس‌گرایان در فرانسه در نزدیکی میدان شارل دوگل، ۲۴ مارس ۲۰۱۳

فرانسه از ۱۸ مه ۲۰۱۳ ازدواج همجنس‌گرایان را قانونی کرده‌است. در ۷ نوامبر ۲۰۱۲ پیش‌نویس قانونی برای تغییر تعریف ازدواج در فرانسه توسط دولت سوسیالیست، به مجلس ارائه شد. این قانون صرف‌نظر از گرایش جنسی، اجازهٔ ازدواج را به همهٔ افراد می‌داد؛ بنابراین زوج‌های همجنس‌گرا می‌توانستند پس از ازدواج، نام همسر خود را برگزیده و از حق ارث و حقوق بازنشستگی بهره‌مند گردند. در این قانون همچنین حق سرپرستی فرزند به زوج‌های همجنس‌گرا اعطا می‌گشت. رئیس‌جمهور، فرانسوا اولاند در مبارزات انتخاباتیش حمایت خود را از تصویب این قانون اعلام کرده بود. در ۱۳ ژانویهٔ ۲۰۱۳ دست‌کم ۳۵۰٬۰۰۰ نفر از مردم پاریس در مخالفت با قانونی‌سازی ازدواج همجنس‌گرایان در فرانسه، در نزدیکی برج ایفل دست به تظاهرات زدند. در ۲ فوریه ۲۰۱۳ مجلس ملی فرانسه با رأی ۲۴۹ به ۹۷، ماده نخست قانون، که ازدواج را توافقی بین دو شخص تعریف می‌کرد، تصویب کرد. نمایندگان حزب راستگرای فرانسه که با تصویب این قانون مخالف بودند صدها اصلاحیه بر آن وارد کردند. این در حالی بود که نتایج نظرسنجی‌ها نشان می‌داد ۵۵ تا ۶۰ درصد مردم فرانسه با تصویب این قانون موافق بودند اما تنها ۵۰ درصد آن‌ها حق سرپرستی فرزند را برای همجنس‌گرایان تأیید می‌کردند. مجلس فرانسه در ۱۲ فوریه ۲۰۱۳ با رأی ۳۲۹ به ۲۲۹ کل قانون را، که شامل امکان سرپرستی فرزند برای زوج‌های همجنس‌گرا نیز بود، تصویب کرد.
در ۲۵ مارس ۲۰۱۳ صدها هزار نفر از مخالفان قانونی شدن ازدواج همجنس‌گرایان در پاریس دست به تظاهرات زدند. پلیس برای متفرق ساختن آن‌ها به گاز اشک‌آور متوسل شد. با این حال این قانون در ۱۲ آوریل ۲۰۱۳ و با رأی ۱۷۹ به ۱۵۷ به تصویب مجلس سنا رسید. مجلس فرانسه نیز در ۲۳ آوریل ۲۰۱۳ با رأی نهایی ۳۳۱ به ۲۲۵ قانون ازدواج را تصویب کرد. فرانسوا اولاند در ۱۸ مه ۲۰۱۳ این قانون را امضاء کرد و فرانسه به چهاردهمین کشور دنیا و نهمین کشور اروپا تبدیل شد که ازدواج همجنس‌گرایان را قانونی اعلام کرد. یک هفته بعد تظاهراتی در پاریس در اعتراض به این قانون برگزار شد. پلیس شمار تظاهرکنندگان را که در مرکز شهر تجمع کرده بودند حداکثر ۱۵۰ هزار نفر تخمین زد اما سازمان‌دهندگان این رقم را نزدیک یک میلیون نفر می‌دانستند. آخرین اصلاح اجتماعی بزرگ فرانسه در سال ۱۹۸۱ و با حذف قانون اعدام صورت گرفته بود. در ۲۹ مه ۲۰۱۳ نخستین مراسم ازدواج یک زوج همجنس‌گرا در فرانسه، در مون‌پلیه با حضور شهردار شهر برگزار گردید.
بریتانیا
امکان اتحاد مدنی برای زوج‌های همجنس‌گرا در بریتانیا از دسامبر ۲۰۰۵ فراهم بوده‌است. در دسامبر ۲۰۱۲ نخست‌وزیر، دیوید کامرون اعلام کرد که از قانونی شدن ازدواج همجنس‌گرایان در انگلستان و ولز حمایت می‌کند. وی اطمینان داد که در قانون، اجباری برای کلیساها در برگزاری مراسم زوج‌های همجنس‌گرا وجود نخواهد داشت. مجلس عوام بریتانیا در ۲۱ مه ۲۰۱۳ طرح دیوید کامرون را با رأی ۳۶۶ به ۱۶۱ تصویب کرد. این قانون در ۴ ژوئن ۲۰۱۳ با رأی ۳۹۰ به ۱۴۸ در مجلس اعیان تصویب شد. قانون ازدواج همجنس‌گرایان در انگلستان و ولز در ۱۷ ژوئیه ۲۰۱۳ توشیح ملوکانه را نیز به دست آورد و رسماً تبدیل به قانون شد. نخستین ازدواج‌های زوج‌های همجنس از ۲۹ مارس ۲۰۱۴ ثبت گردیدند. البته این قانون در اسکاتلند و ایرلند شمالی اعتباری ندارد و آن دو کشور تابع بریتانیا، از قوانین خودشان پیروی می‌کنند. مجلس ایرلند شمالی در آوریل ۲۰۱۳ به پیش‌نویس قانونی مشابه رأی مخالف داد. اما اسکاتلند در حال طی کردن روند قانونی‌سازی است.
لوکزامبورگ
ازدواج همجنس‌گرایان در لوکزامبورگ از ۱۸ ژوئن ۲۰۱۴ و با رأی ۵۶ به ۴ مجلس نمایندگان این کشور قانونی شد. این قانون در ۱ ژانویهٔ ۲۰۱۵ میلادی به اجرا درخواهد آمد. اگزاویه بتل نخست‌وزیر آشکارا همجنس‌گرای لوکزامبورگ در سال ۲۰۱۳ وعده داده بود که پیش‌نویس قانون ازدواج زوج‌های همجنس را به مجلس ارائه کند. با اجرای این قانون زوج‌های همجنس می‌توانند از حق ازدواج و سرپرستی فرزند برخوردار گردند.
اسلوونی
قانون ازدواج همجنس‌گرایان در اسلوونی در ۳ مارس ۲۰۱۵ با رأی ۵۱ به ۲۸ توسط مجلس شورای ملی اسلوونی تصویب شد. این قانون هنوز به امضای رئیس‌جمهور این کشور نرسیده‌است. با وجود آنکه مجلس اندکی بعد با رأی ۵۳ به ۲۱ لایحه‌ای را تصویب کرد که برگزاری همه‌پرسی برای ازدواج همجنس‌گرایان را مخالف قانون اساسی دانسته و آن را منع می‌کرد، مخالفان قانونی شدن ازدواج همجنس‌گرایان اعلام کردند که بیش از ۴۰٬۰۰۰ امضا جمع‌آوری کرده و قصد دارند تصمیم مجلس را در دادگاه قانون اساسی به چالش کشند. دادگاه قانون اساسی حکم نهایی را در ماه سپتامبر اعلام خواهد کرد.
سوئیس
پارلمان سوئیس دسامبر سال ۲۰۲۰ قانونی تصویب کرد که مطابق آن همجنسگرایان نیز حق دارند ازدواج و از فرزندانشان نگهداری کنند. منتقدان این قانون که به‌طور عمده محافظه‌کاران و راستگرایان هستند با استفاده از دموکراسی مستقیم سوئیس این موضوع را در سپتامبر ۲۰۲۱ به همه‌پرسی گذاشتند که رای‌گیری دربارهٔ آن صبح یک‌شنبه ۲۶ سپتامبر آغاز شد.نتایج رای‌گیری در روز دوشنبه ۲۷ سپتامبر مشخص شد، که بر اساس آن ۶۴ درصد مردم سوئیس به قانونی شدن ازدواج همجنسگرایان رای مثبت دادند و براین اساس سوئیس آخرین کشور اروپای غربی شد که ازدواج همجنس گرایان را به رسمیت شناخته‌است.براساس قانونی که به همه‌پرسی گذاشته شد، حق ازدواج و به فرزندخواندگی گرفتن فرزندان غیرمرتبط برای زوج‌های همجنس در سوئیس به‌رسمیت شناخته می‌شود. همچنین براساس این قانون زوج‌های متأهل لزبین مجاز به بچه‌دار شدن از طریق اسپرم اهدایی خواهند بود و هر دو زن از بدو تولد کودک، به‌عنوان والدین رسمی او شناخته می‌شوند؛ تا پیش از این در سوئیس امکان بچه‌دار شدن از این طریق، تنها منحصر زوج‌های متأهل دگرجنس‌گرا بود. در سوئیس زوج‌های همجنس از سال ۲۰۰۷ اجازه پیوند مدنی (civil partnership) را دارند، اما تاکنون ازدواج برای آن‌ها قانونی نبوده‌است. علاوه‌بر این، از سال ۲۰۱۸ زوج‌های همجنس حق پذیرش فرزندان شریک رابطه به فرزندخواندگی را دارند، اما تاکنون پذیرش سرپرستی کودکان غیرمرتبط با زوج، برای آن‌ها امکان‌پذیر نبوده‌است. قانونی که روز یکشنبه به همه‌پرسی گذاشته شد، علاوه‌بر این، اعطای شهروندی به همسر خارجی یک شهروند سوئیسی را نیز تسهیل خواهد کرد.

### آمریکای شمالی
کانادا
پس از پشتیبانی استان‌ها و قلمروهای کانادا از ازدواج همجنس‌گرایان و تصویب قانون‌های مربوط در مجلس‌های استانی، دولت فدرال کانادا در ژوئیه ۲۰۰۵ قانون ازدواج همجنس‌گرایان را تصویب کرد و این کشور به چهارمین کشور جهان (پس از هلند، بلژیک و اسپانیا) و نخستین کشور خارج از اروپا تبدیل شد که ازدواج همجنس‌گرایان در آن شکل قانونی گرفت.
ایالات متحده آمریکا
دیوان عالی آمریکا در تاریخ ۲۶ ژوئن ۲۰۱۵ ازدواج همجنس‌گرایان را در سرتاسر ایالت‌های آمریکا قانونی اعلام کرد. به این ترتیب ایالات متحده آمریکا هجدهمین کشوری است که ازدواج همجنس‌گرایان را به رسمیت شناخته‌است.

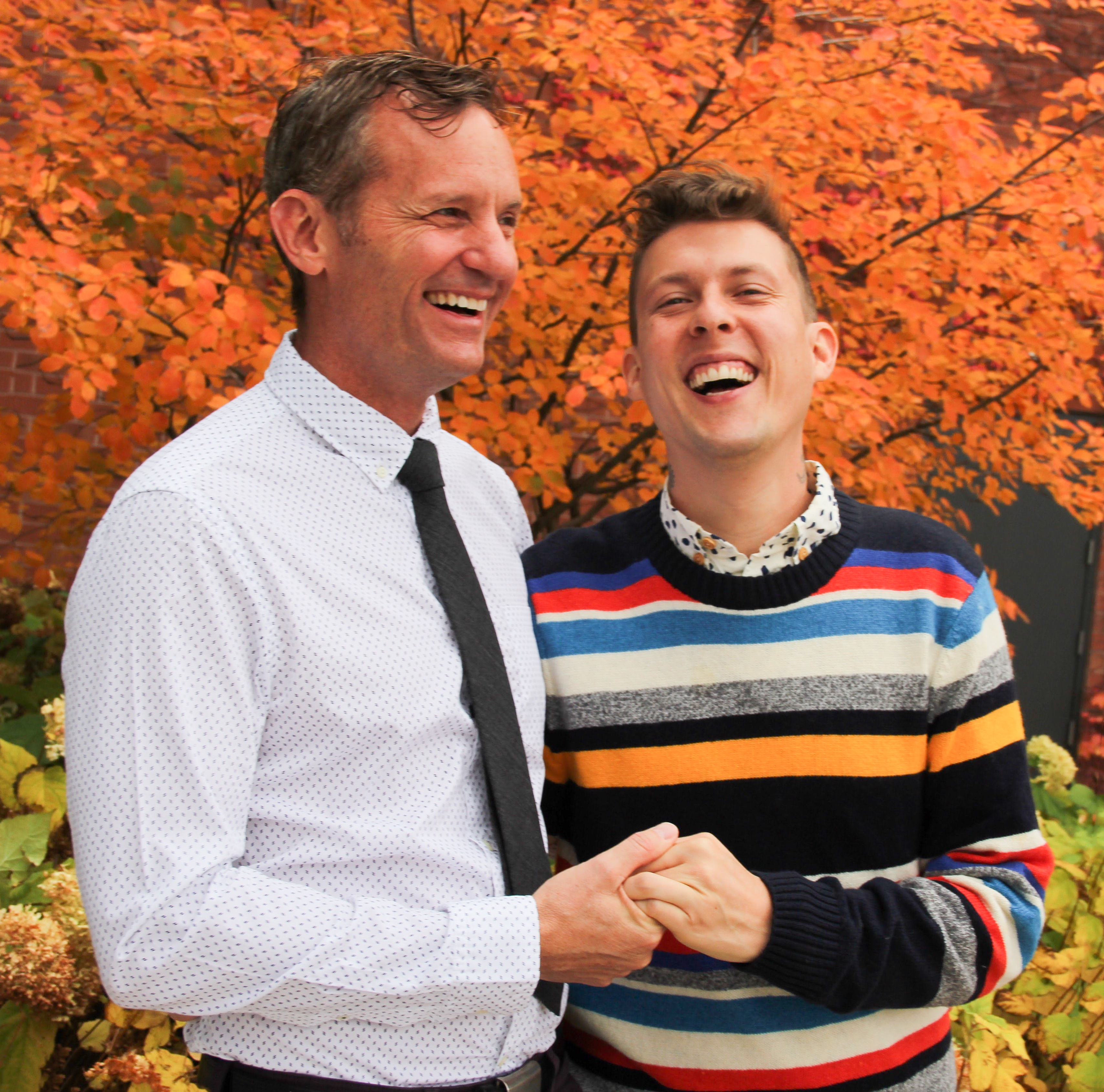
زوج آمریکایی در مینه‌سوتا، پس از قانونی شدن ازدواج همجنسگرایان در سال ۲۰۱۵

نخستین تلاش‌ها برای قانونی‌سازی ازدواج همجنس‌گرایان در آمریکا به سال ۱۹۹۰ میلادی بازمی‌گردد. زمانی که درخواست سه زوج همجنس در هاوایی برای دریافت گواهی ازدواج رد شد. زوج‌ها پس از آن درخواست خود را در دادگاه به چالش کشیدند (پرونده بیر در برابر لوین). دیوان عالی هاوایی در سال ۱۹۹۳ حکم کرد که زوج‌ها حق بنیادینی برای ازدواج ندارند اما ممنوعیت ازدواج ایالت تبعیض جنسی و برخلاف قانون اساسی ایالت است. دیوان عالی در نهایت اعتراض آنان را رد کرد.
ماجرای هاوایی مخالفان ازدواج همجنس‌گرایان در خاک اصلی آمریکا را به تکاپو واداشت. آنان بیم آن داشتند که با قانونی شدن ازدواج همجنس‌گرایان در هاوایی ایالت‌های دیگر مجبور شوند ازدواج همجنس‌گرایان را به رسمیت بشناسند؛ بنابراین روند تصویب قانون دفاع از ازدواج (دُما) آغاز گشت که با استقبال روبرو شد. این قانون فدرال ازدواج را پیوندی میان یک مرد و یک زن تعریف می‌کرد؛ همچنین براساس آن، در صورت قانونی شدن ازدواج همجنس‌گرایان در یک ایالت، ایالت‌های دیگر ملزم بر به‌رسمیت‌شناختن آن ازدواج‌ها نبودند. دُما پس از تصویب در مجلس نمایندگان و مجلس سنا در ۲۱ سپتامبر ۱۹۹۶ توسط بیل کلینتن امضاء و لازم‌الاجرا گردید. تا سال ۲۰۰۵ چهل ایالت قوانین مشابهی را برای ممنوعیت ازدواج همجنس‌گرایان تصویب کردند.
پیشامد مهم دیگر در سال ۱۹۹۹ آغاز گشت؛ زمانی که دادگاه عالی ورمانت در بررسی پرونده بیکر در برابر ایالت حکم کرد که براساس قانون اساسی ایالت، باید زوج‌های همجنس از مزایا و حمایت‌هایی که زوج‌های ازدواج‌کرده دیگر برخوردارند، برخوردار باشند. بدین ترتیب در سال ۲۰۰۰ برای نخستین بار در آمریکا قانون اتحاد مدنی تصویب گشت. در این قانون بیش از ۳۰۰ مورد از حقوق و تعهدهای یک رابطه به زوج‌های همجنس اعطا گردید. در واقع این قانون تمام حقوقی که زوج‌های دگرجنس‌گرا از آن برخوردار بودند را برای زوج‌های همجنس‌گرا فراهم می‌کرد و تنها نام ازدواج را بر خود نداشت.
دادگاه عالی قضایی ماساچوست در ۱۸ نوامبر ۲۰۰۳ و پس از بررسی پرونده گودریج در برابر سازمان بهداشت عمومی با رأی ۴–۳ حکم کرد که ممنوعیت ازدواج همجنس‌گرایان برخلاف قانون اساسی ایالت است. دادگاه ۱۸۰ روز برای اجرای این تصمیم زمان تعیین کرد تا قانون‌گذاران مهلت تغییر قانون را داشته باشند. اما قانون‌گذاران در عوض اصلاحیه‌ای را تصویب کردند که به‌جای ازدواج اتحاد مدنی قانونی گردد که این اصلاحیه نیاز به رأی‌گیری مجدد در سال ۲۰۰۶ داشت. دادگاه عالی ماساچوست در ۳ فوریه ۲۰۰۴ اصلاحیه را راه حل نامناسبی برای شکاف قانونی پرونده گودریج دانست. دادگاه اعلام کرد که اتحاد مدنی حتی اگر تمام حقوق را فراهم کند اما همین که نام ازدواج را بر خود ندارد نوعی تبعیض جنسی است. اندکی بعد میت رامنی، فرماندار جمهوری‌خواه ماساچوست، تصمیم دادگاه عالی قضایی این ایالت مبنی بر قانونی‌سازی ازدواج همجنس‌گرایان را «تصمیمی خطاکارانه و اشتباهی عمیق» نامید. او همچنین قانون‌گذاران را مورد انتقاد قرار داد که اجازه تعلیق این تصمیم را به او نداده‌اند. با این وجود نخستین زوج‌ها در ۱۷ مه ۲۰۰۴ در این ایالت ازدواج کردند و ماساچوست به نخستین ایالت آمریکا تبدیل شد که ازدواج همجنس‌گرایان در آن شکل قانونی گرفت. جرج بوش بلافاصله به این پیشامد واکنش نشان داد و اعلام کرد: «نهاد مقدس ازدواج نباید توسط عده کمی از قضات کنشگر بازتعریف شود. همه آمریکایی‌ها حق دارند که صدایشان در این مناظره شنیده شود. من از سنا خواسته‌ام که اصلاحیه‌ای را برای حمایت از ازدواج به عنوان پیوندی بین یک مرد و یک زن، یک شوهر و یک همسر تصویب کند. نیاز به چنین اصلاحی هنوز ضروری است و من امروز درخواستم را تکرار می‌کنم.»
کالیفرنیا و کنتیکت دو ایالت دیگری بودند که ازدواج همجنس‌گرایان را در سال ۲۰۰۸ قانونی اعلام کردند. هرچند که رأی‌دهندگان کالیفرنیایی با شرکت در همه‌پرسی موسوم به پیشنهادی ۸ و با اکثریت ۵۲٫۱ درصدی به تعریف ازدواج به عنوان پیوندی میان یک مرد و یک زن رأی موافق دادند؛ بنابراین ازدواج همجنس‌گرایان در کالیفرنیا از ۵ نوامبر ۲۰۰۸ به حالت تعلیق درآمد. دو ایالت فلوریدا و آریزونا نیز قوانین مشابهی را ضد ازدواج همجنس‌گرایان در سال ۲۰۰۸ تصویب کردند.
از آوریل ۲۰۰۹ تا مارس ۲۰۱۰ چهار ایالت آیووا، مین، ورمانت، نیوهمشایر همراه با واشینگتن دی‌سی ازدواج همجنس‌گرایان را قانونی اعلام کردند. اگرچه در نوامبر ۲۰۰۹ رأی‌دهندگان در ایالت مین با شرکت در یک همه‌پرسی با اکثریت ۵۳ درصدی به قانون ازدواج همجنس‌گرایان نه گفتند؛ بنابراین آنچه قانون‌گذاران مین تصویب کرده و فرماندار امضاء نموده بود، لغو گشت. در اوت ۲۰۱۰ یک دادگاه فدرال ناحیه‌ای در سان فرانسیسکو حکم کرد که پیشنهادی کالیفرنیا ۸ تبعیض‌آمیز است. نتایج یک نظرسنجی سی‌ان‌ان در سال ۲۰۱۰ نشان داد که بیش از ۴۵٪ مردم آمریکا از ازدواج همجنس‌گرایان حمایت می‌کنند؛ که نسبت به حمایت ۲۵ درصدی در سال ۱۹۹۶ رشد قابل توجهی داشت.
نیویورک ششمین و تنها ایالتی بود که در ژوئن ۲۰۱۱ ازدواج همجنس‌گرایان را قانونی اعلام کرد. این قانون توسط فرماندار ایالت، اندرو کومو امضاء شد. در ۷ فوریه ۲۰۱۲ دادگاه استیناف حوزه نهم ایالات متحده آمریکا نیز در حکمی پیشنهادی کالیفرنیا ۸ را تبعیض‌آمیز نامید. در ۱۷ فوریه ۲۰۱۲ کریس کریستی، فرماندار جمهوری‌خواه نیوجرسی، قانون ازدواج همجنس‌گرایان را که توسط مجلس و سنای آن ایالت تصویب شده بود، وتو کرد. در مه ۲۰۱۲ باراک اوباما به نخستین رئیس‌جمهور آمریکا تبدیل شد که از ازدواج همجنس‌گرایان حمایت نمود. او اعلام کرد: «شخصاً باور دارم که همجنس‌گرایان باید از حق ازدواج برخوردار باشند.» پیش از آن معاون او، جو بایدن نیز حمایت صریح خود را از این موضوع اعلام کرده بود. تا پایان سال ۲۰۱۲ سه ایالت واشینگتن، مین و مریلند نیز ازدواج همجنس‌گرایان را قانونی اعلام کردند. این سه ایالت نخستین ایالت‌های آمریکا بودند که از طریق برگزاری همه‌پرسی این قانون را تصویب کردند.
در ۲۶ ژوئن ۲۰۱۳ دیوان عالی ایالات متحده آمریکا در جریان بررسی پرونده ایالات متحده در برابر ویندزر، با رأی ۵–۴، بند سوم قانون دُما را که ازدواج را «پیوندی بین یک مرد و یک زن» تعریف می‌کرد، نقض‌کننده آزادی برابر و ضد متمم پنجم قانون اساسی آمریکا دانست و آن را باطل کرد؛ بنابراین از آن تاریخ زوج‌های همجنس‌گرا نیز مانند زوج‌های دگرجنس‌گرا از مزایای فدرال بهره‌مند شدند. دیوان عالی همچنین در حکمی جداگانه درارتباط با پیشنهادی ۸، با رأی ۵–۴، مجاز شدن ازدواج همجنس‌گرایان در کالیفرنیا را تأیید کرد و بدین ترتیب راه را برای انجام آن هموار نمود. سه قاضی دادگاه استیناف حوزه نهم نیز در ۲۸ ژوئن ۲۰۱۳ حکم کردند که ازدواج همجنس‌گرایان در کالیفرنیا باید بلافاصله از سر گرفته شود. تا پایان سال ۲۰۱۳ شش ایالت دلاویر، مینه‌سوتا، رود آیلند، نیوجرسی، هاوایی و نیومکزیکو نیز ازدواج همجنس‌گرایان را قانونی اعلام کردند. در ۲۰ دسامبر همان سال و با حکم یک دادگاه ناحیه‌ای در یوتا، ممنوعیت ازدواج همجنس‌گرایان در آن ایالت برداشته شد. اما با اعتراض مقامات ایالت به تصمیم دادگاه ناحیه‌ای و با حکم دیوان عالی آمریکا، از ۶ ژانویه ۲۰۱۴ ازدواج همجنس‌گرایان در یوتا متوقف گشت.
تا نیمهٔ سپتامبر ۲۰۱۴ علاوه بر ۱۹ ایالتی که ازدواج همجنس‌گرایان را قانونی اعلام کرده بودند، یازده ایالت آرکانزاس، کلرادو، فلوریدا، آیداهو، ایندیانا، کنتاکی، میشیگان، اوکلاهما، تگزاس، ویرجینیا و ویسکانسین نیز در وضعیتی مشابه یوتا قرار گرفتند. به این معنی که دادگاه‌های ناحیه‌ای ممنوعیت ازدواج همجنس‌گرایان در ایالت را مخالف قانون اساسی آمریکا دانستند. وانگهی پس از آن حکم دادگاه‌ها برای رسیدگی به اعتراض‌ها متوقف شد. در این میان ۶ ایالت میشیگان، آرکانزاس، ویسکانسین، ایندیانا، کلرادو، و یوتا در یک بازهٔ زمانی محدود به ثبت ازدواج زوج‌های همجنس پرداختند. نتایج یک نظرسنجی واشینگتن پست و ای‌بی‌سی نیوز در سال ۲۰۱۴ نشان داد که ۵۹ درصد از مردم آمریکا از ازدواج همجنس‌گرایان حمایت می‌کنند در حالی که ۳۴ درصد با آن مخالفند که رکورد تازه‌ای از نظر میزان حمایت از ازدواج همجنس‌گرایان بود.

### آمریکای لاتین
آرژانتین
در ۲۲ ژوئیه ۲۰۱۰ آرژانتین ازدواج همجنس‌گرایان را قانونی اعلام کرد و در این زمینه به نخستین کشور در آمریکای لاتین و دهمین کشور در جهان تبدیل شد. مجلس سنای آرژانتین در ۱۵ ژوئیه ۲۰۱۰ با رأی ۳۳ به ۲۷ قانون ازدواج همجنس‌گرایان در این کشور را تصویب کرد. رئیس‌جمهور آرژانتین، کریستینا فرناندز د کیرشنر که در آن زمان در چین به سر می‌برد از تصویب این قانون اعلام رضایت کرد. وی پس از بازگشت به کشور در بعد از ظهر ۲۱ ژوئیه ۲۰۱۰، قانون ازدواج همجنس‌گرایان را امضاء کرد. کلیسای کاتولیک آرژانتین پیش از تصویب قانون ازدواج همجنس‌گرایان در این کشور، مخالفت خود را اعلام کرده و چندین تظاهرات را سازماندهی کرده بود. همچنین نتایج نظرسنجی‌ها نشان می‌داد که در حدود ۷۰ درصد از مردم آرژانتین از این قانون حمایت می‌کنند.
اروگوئه
ازدواج همجنس‌گرایان در اروگوئه از ۵ اوت ۲۰۱۳ قانونی شده‌است. مجلس نمایندگان اروگوئه  در ۱۲ دسامبر ۲۰۱۲ با رأی ۸۱ به ۶، پیش‌نویس قانون ازدواج همجنس‌گرایان در این کشور را تصویب کرد. مجلس سنا  در ۲ آوریل ۲۰۱۳ با رأی ۲۳ به ۸ نسخه جدیدی از همان قانون را با اصلاحات جزئی تصویب کرد که مجلس نمایندگان نیز در ۱۰ آوریل ۲۰۱۳ به نسخه اصلاح شده رأی موافق داد. رئیس‌جمهور اروگوئه، خوزه موخیکا که خود حامی تصویب قانون ازدواج همجنس‌گرایان در اروگوئه بود، در ۳ مه ۲۰۱۳ آن را امضاء کرد. این قانون از ۵ اوت ۲۰۱۳ در اروگوئه اجرا شد. اروگوئه دومین کشور در آمریکای لاتین و دوازدهمین کشور در جهان بود که ازدواج همجنس‌گرایان را قانونی اعلام کرد.
برزیل
دادگاه فدرال عالی برزیل در مه ۲۰۱۱ اتحاد مدنی همجنس‌گرایان را در تمام کشور قانونی اعلام کرد. زوج‌های همجنس‌گرا با تصویب این قانون تقریباً از حقوقی برابر با زوج‌های دگرجنس‌گرا بهره‌مند شدند. شورای عدالت ملی  برزیل در ۱۴ مه ۲۰۱۳ قانونی را تصویب کرد که تمام دفترداران  را مجبور به ثبت ازدواج زوج‌های همجنس‌گرا می‌کرد. تا پیش از تصویب این قانون ازدواج همجنس‌گرایان در بخش‌هایی از برزیل انجام می‌شد، اما مسئولین دفترخانه‌ها گاهی از پذیرفتن زوج‌های همجنس‌گرا سرباز می‌زدند. این قانون همچنین دفتردارها را ملزم می‌کرد که اتحاد مدنی زوج‌های همجنس‌گرا را (در صورت تمایل آنان) به ازدواج تبدیل کنند.
مکزیک
ازدواج همجنس‌گرایان در مکزیک به رسمیت شناخته می‌شود اما تنها در مکزیکو سیتی (از ۴ مارس ۲۰۱۰)، کینتانا رو (از مه ۲۰۱۲)، کواویلا (از ۱۷ سپتامبر ۲۰۱۴) و چیواوا (از ۱۲ ژوئن ۲۰۱۵) به صورت قانونی انجام می‌شود. دیوان عالی مکزیک  در ۱۰ اوت ۲۰۱۰ قانونی را تصویب کرد که بر اساس آن تمام ایالت‌ها بایستی ازدواج‌های همجنس‌گرایانی را که در جای‌های دیگر و به صورت قانونی انجام شده‌اند، به رسمیت بشناسند. این قانون اما هیچ ایالتی را مجبور نمی‌کند که ازدواج همجنس‌گرایان را قانونی اعلام کند. در مکزیک همچنین امکان ثبت اتحاد مدنی برای زوج‌های همجنس‌گرا در دو ایالت کواویلا و کولیما وجود دارد.

## ازدواج همجنس‌گرایان در فرهنگ عامه

### ادبیات داستانی
وضعیت قانونی در بسیاری از کشورها (از جمله بریتانیا) تا اواسط سده بیستم میلادی به گونه‌ای بوده‌است که نویسندگان نمی‌توانسته‌اند آزادانه به نوشتن دربارهٔ روابط همجنس‌گرایانه بپردازند به‌ویژه اگر کتاب‌هایشان شبیه به خودزندگی‌نامه می‌گردید ممکن بود تحت پی‌گرد قانونی قرار گیرند یا مجبور به سانسور کتاب‌هایشان شوند.
رمان بوستونی‌ها (۱۸۸۶) نوشتهٔ هنری جیمز دربارهٔ گونه‌ای زندگی مشترک به نام ازدواج بوستون است که در سدهٔ نوزدهم میلادی در میان زنان ایالت‌های نیو انگلند آمریکا رواج داشته‌است. در آن زمان زنان در صورت ازدواج با مردان استقلال مالی خود را از دست می‌دادند و بنابراین به زندگی مشترک با زن دیگری می‌پرداختند که این رابطه لزوماً جنسی نبوده‌است. آلیس جیمز، خواهر هنری جیمز نیز در چنین رابطه‌ای بوده‌است که منبع الهام هنری جیمز در نوشتن بوستونی‌ها است.
کتاب پادشاه و پادشاه (۲۰۰۲) نیز کتابی ویژهٔ کودکان است که به ازدواج همجنس‌گرایان (میان دو مرد) می‌پردازد. داستان آن دربارهٔ ملکه‌ای است که قصد دارد از میان شاهدختان برای پسرش همسری بیابد. اما پسرش در حین یافتن همسر، شیفتهٔ برادر یکی از شاهدخت‌ها می‌شود و با او ازدواج می‌کند و یک پادشاه تبدیل به دو پادشاه می‌شود. انتشار این کتاب موجب انتقادهایی از سوی گروه‌های مذهبی و والدینی شد که موضوع آن را برای کودکان مناسب نمی‌دانستند.

### موسیقی
ترانهٔ «عشق یکسان» (به انگلیسی: Same Love)، آهنگی از گروه رپ آمریکایی مکلمور و رایان لوئیس است که به‌گونهٔ مستقیم به دفاع از ازدواج همجنس‌گرایان می‌پردازد. این اثر در ابتدا برای واشینگتن ۷۴ که به قانونی‌سازی ازدواج همجنس‌گرایان در واشینگتن می‌پردازد؛ منتشر شد و سپس به ترانه‌ای برای دفاع از ازدواج همجنس‌گرایان در آمریکا بدل گردید. «عشق یکسان» توانست در جدول‌های استرالیا و نیوزیلند به رتبهٔ یک و در جدول‌های جمهوری چک، ایرلند، اسکاتلند و انگلستان جزو ده ترانه نخست قرار گیرد.

### فیلم

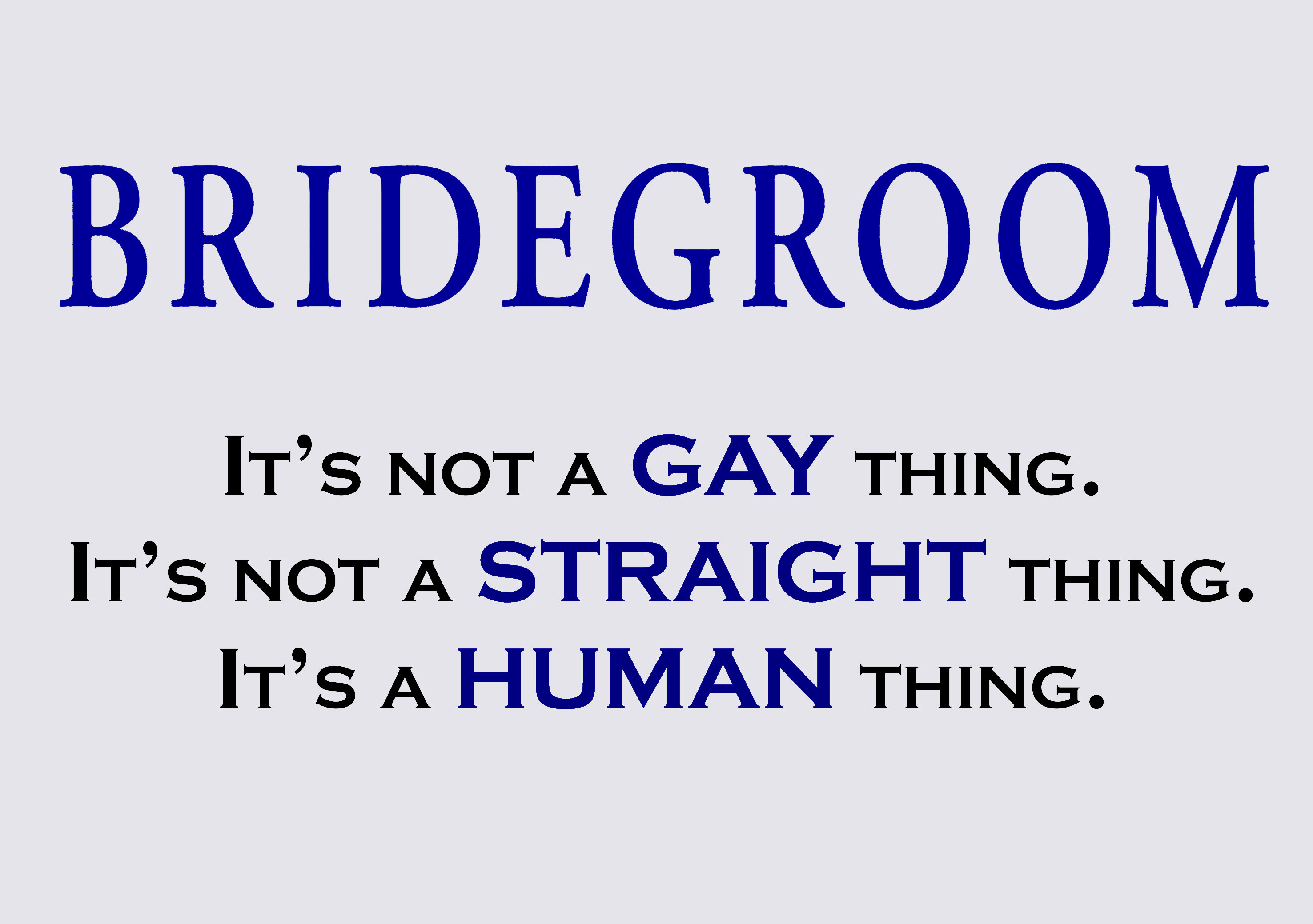
شعار فیلم برایدگروم

لس آنجلس تایمز پنج فیلم کوهستان بروکبک، میلک، بوسیدن جسیکا استاین، ساعت‌ها و بچه‌ها حالشان خوب است را در مثبت‌سازی نظر افراد نسبت به ازدواج همجنس‌گرایان مؤثر دانسته‌است. همچنین مستندهایی همچون پرونده علیه پیشنهادی ۸، برایدگروم و اجراهایی همچون ۸ به موضوع ازدواج همجنس‌گرایان پرداخته‌اند.

### برنامه‌های تلویزیونی
در یک نظرسنجی در آمریکا ۲۷ درصد از افراد پرسش‌شده گفته‌اند که برنامه‌های تلویزیونی آن‌ها را نسبت به ازدواج همجنس‌گرایان موافق‌تر کرده‌اند، در حالی که ۱۲ درصد گفتند که برنامه‌های تلویزیونی آن‌ها را نسبت به ازدواج مخالف کرده‌اند. از مهم‌ترین برنامه‌های تلویزیونی که نظر افراد را نسبت به ازدواج همجنس‌گرایان تغییر داده‌است می‌توان به گلی، خانواده امروزی و عادی جدید اشاره کرد. اتحاد همجنس‌گرایان علیه افتراء برنامه‌های تلویزیونی همچون دوستان، برادران و خواهران، الن دی جنرس شو، این قوم عجیب، ویل و گریس، و آناتومی گری را مؤثر در تغییر نظر آمریکایی‌ها نسبت ازدواج همجنس‌گرایان می‌داند.

## یادداشت
1. ↑  legitimate
2. ↑  اغلب پیش از چیره شدن سفیدپوستان
3. ↑  کلاسیک‌شناس، دیوید هالپرین رابطه را این‌گونه توصیف می‌کند: «انکیدو اغلب «برادر» (آه یو) گیلگمش نامیده می‌شود. به علاوه احساس گیلگمش به انکیدو به صراحت به عنوان جاذبهٔ جنسی مدل می‌شود: در دو رؤیایی که رسیدن انکیدو را پیش‌می‌نمایانند، گیلگمش از دیدن انکیدو همانند یک زن لذت می‌برد (اگرچه او خودش زمانی که انکیدو سرانجام می‌رسد چنین لذتی نمی‌برد). اصطلاح بسیار مهم تنها یکبار به وقوع می‌پیوندد (در رؤیای دوم) در قطعات باقی‌مانده از نسخهٔ قدیمی بابلی، اما نسخهٔ آشوری آن را برداشته و به‌طور خستگی‌ناپذیری تکرارش می‌کند. خودِ اصطلاح به شکل‌های گوناگونی ترجمه شده‌است. ای.ای. اسپیزر ترجمه می‌کند، «[عاشقش هستم] و مانند یک زن به آن کشیده شدم،» در حالی که جفری تیگی ترجیح می‌دهد: «[عاشقش هستم و مانند] یک زن نوازشش کردم.» معنای دقیق اصطلاح مشکل‌زای هابابو هرچه که باشد، در مفهومش تردیدی نیست: واژه‌ای که جاذبهٔ پیش از وقوع گیلگمش به انکیدو را توصیف می‌کند، همچنین برای توصیف جاذبهٔ پیش از وقوع انکیدو به فاحشه‌ای از اوروک استفاده شده‌است، که برای شش روز و هفت شب از او کام می‌گیرد. به علاوه زمانی که انکیدو می‌میرد گیلگمش مانند یک بیوه برای او سوگواری می‌کند (به عبارتی «یک زن ماتم گرفته») و جسدش را می‌پوشاند انگار که عروس بوده‌است. نکتهٔ این مقایسه‌ها با خویشاوندان نزدیک و اشیاء تمایلات جنسی این است که دوستی انکیدو طعمی پیش‌نماییده از لذت‌های جامعه‌جویی انسان مانند ازدواج و پدر بودن را به گیلگمش ارائه می‌کند.»
4. ↑  Symposium
5. ↑  در متن رومی واژه Stola آمده‌است که پوشاک ویژه‌ای بوده که تنها زنان شوهردار روم به تن می‌انداختند.
6. ↑  Dialogues of the Courtesans
7. ↑  Berdache
8. ↑  transgenerational
9. ↑  از آنجا که فرزندان از آن زن نخست به حساب آورده می‌شدند، باروری نیز در کنترل او بوده‌است و به خواست و اجازه او، مردی برای بارور ساختن زن دوم کرایه گرفته می‌شده‌است.
10. ↑  صیغهٔ اخوت یا صیغهٔ خواهرخواندگی
11. ↑  نخستین ایالت آمریکا دربرداشتن جرم ارتباط جنسی همجنس‌گرایانه، ایلی نوی در ۱۹۶۱ بود. نخستین کشور در این زمینه در جهان، هلند بود که همجنس‌گرایی را پس از انقلاب فرانسه از فهرست جرم‌های خود برداشت.
12. ↑  رأی‌دهندگان کالیفرنیایی با شرکت در همه‌پرسی موسوم به پیشنهادی ۸ و با اکثریت ۵۲٫۱ درصدی به تعریف ازدواج به عنوان پیوندی میان یک مرد و یک زن رأی موافق دادند؛ بنابراین ازدواج همجنس‌گرایان در کالیفرنیا از ۵ نوامبر ۲۰۰۸ به حالت تعلیق درآمد اما با رأی دادگاه استیناف حوزه نهم از ۲۸ ژوئن ۲۰۱۳ ادامه یافت.
13. ↑  دادگاه عالی استرالیا اعلام کرد که این تغییر قانون معتبر نیست و ازدواج همجنس‌گرایان باید به صورت فدرال قانونی گردد.
14. ↑  دیوان عالی ایالات متحده آمریکا به درخواست فرماندار جمهوری‌خواه، گری هربرت، ازدواج همجنس‌گرایان در یوتا را متوقف کرد.
15. ↑  حکم دادگاه با درخواست دادستان کل ایالت به حالت تعلیق درآمد.
16. ↑  برای رسیدگی به اعتراض مقامات ایالت متوقف شد.
17. ↑  برای رسیدگی به اعتراض دادستان کل ایالت متوقف شد.
18. ↑  برای رسیدگی به اعتراض دادستان کل ایالت متوقف شد.
19. ↑  این ۱۹ ایالت به اضافهٔ واشینگتن دی سی عبارتند از: کالیفرنیا، کنتیکت، دلاویر، هاوایی، ایلینوی، آیووا، مین، مریلند، ماساچوست، مینه‌سوتا، نیوهمپشایر، نیوجرسی، نیومکزیکو، نیویورک، اورگن، پنسیلوانیا، رودآیلند، ورمانت و واشینگتن.
20. ↑  همچنین دومین کشور در قاره آمریکا، پس از کانادا
21. ↑  با ۷۱ رأی موافق و ۲۱ رأی مخالف